# Husův dům (Prachatice)
Husův dům v Prachaticích je dvoupatrový, původně gotický, v 16. století renesančně zásadně přestavěný měšťanský dům. Je situován na parcele čís. 79 pohledově exponovaně na rohu Husovy a Věžní ulice v Městské památkové rezervaci Prachatice. Dům je zakončen volutovou renesanční atikou, fasáda domu je pokryta renesančním psaníčkovým, ornamentálním a figurálním sgrafitem. Vlastníkem domu je město Prachatice a užívá jej Městská knihovna Prachatice. Dům je zapsán v  Ústředním seznamu kulturních památek ČR. Vžité jméno dům získal podle pověsti, že v domě pobýval Mistr Jan Hus, když v Prachaticích navštěvoval nedalekou městskou školu.

## Popis domu

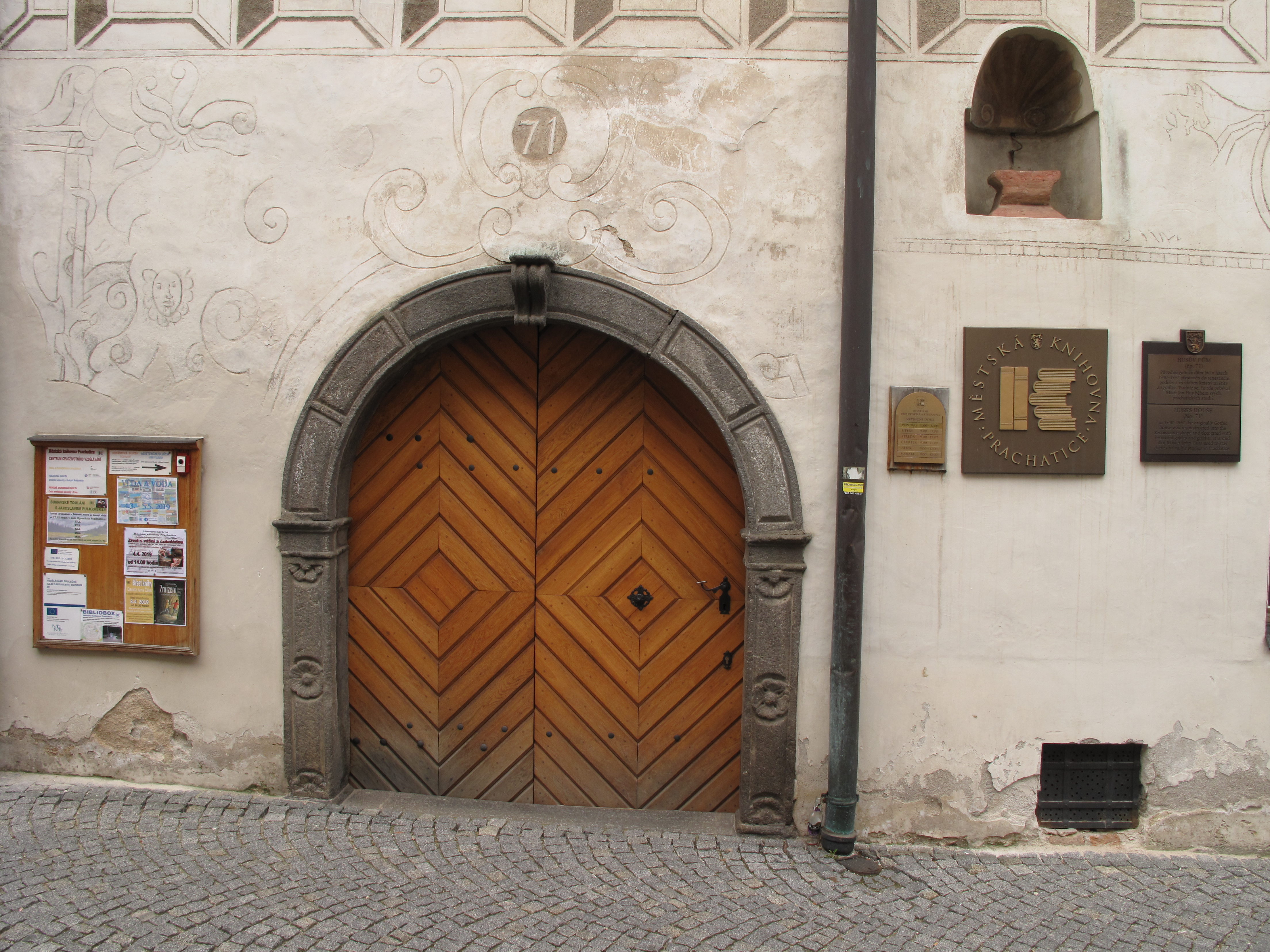
Husův dům - vchod Městská knihovna Prachatice

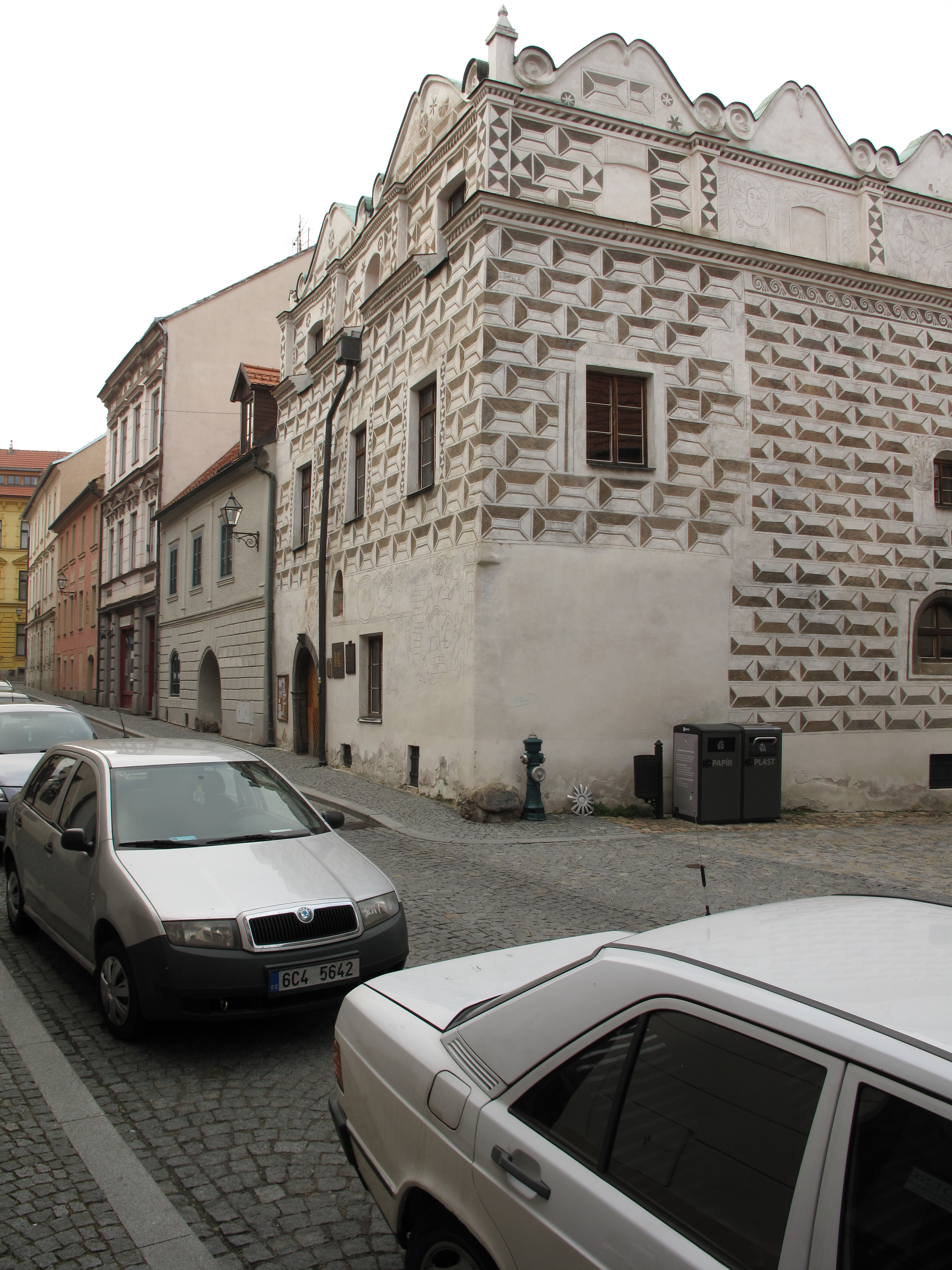
Husův dům - vchod Městská knihovna Prachatice

Nárožní jednopatrový dům s druhým, pouze atikovým půdním patrem, na rohu ulic Husova a Věžní. Postavení na rohu Husovy a Věžní ulice dodává domu pohledovou exponovanost. Dům je vystavěn na velké obdélné parcele počínající průčelím na jižní straně (Husovy ulice) a pokračuje východní fasádou ve Věžní ulici. Sousedí s domem čp. 70 a ve Věžní ulici s domem čp. 56. Vchod do domu je situován do Husovy ulice. Fasáda je ukončena volutovou atikou, střecha je dvoupultová, dovnitř skloněná se středovým úžlabím, krytá bobrovkami. Průčelí směřující do Husovy ulice má tři okenní osy. Vchod do domu z Husovy ulice v levé polovině přízemí je zdoben renesančním valeně klenutým kamenným portálem. Portál zdobí ve spodní části tesané růžice, v horní části je vytesána geometrická  ornamentika, ve vrcholu je volutový klenák. Dveře v portálu jsou dřevěné, dvoukřídlé, na rubu svlakové, na líci rámové s členěním do tvaru soustředných kosočtverců. K uchycení dveří je použito horizontální kování na trnech na levé straně. Napravo od dveří je v přízemí prolomeno obdélné dřevěné dvoukřídlé okno. Na úrovni chodníku jsou dvě malá sklepní okénka. Okna jsou obdélná dřevěná zdvojená dvoukřídlá, zasklená v patře osmi okenními tabulkami, v přízemí je okno šestitabulkové. Korunní profilovanou římsu přerušují dvě obdélná atiková okna a uprostřed otvor, který vede do středového úžlabí střechy a z něhož vychází okap středem průčelí. Atika je zdobena psaníčkovým sgrafitem a vertikálně členěna pilastry, je ukončena dvěma volutovými štítky, jejichž forma pochází z lombardské renesance. Fasáda do Věžní ulice je prolomena okenními otvory v několika výškách a velikostech. Tři okna ve spodní části mají kamenné ostění, levé okno je zaklenuto valeně a je profilované. Další okna v průčelí jsou obdélná nebo se segmentovým zaklenutím, některá jsou orámována ornamentálním sgrafitem. Okna do Věžní ulice jsou zdvojená dřevěná, předposlední okenní otvor v prvním patře vyplňuje historická konstrukce původního dřevěného dvojitého klasicistního okna, lícujícího s fasádou (vnitřní okno s dovnitř otvíravým křídlem a vnější okno s ven otvíravým křídlem), opatřeného původním železným kováním. Pod profilovanou korunní římsou je sgrafitový pás v podobě tzv. mořské (věčné) vlny. Atika je pilastry rozdělena na šest polí, která jsou ukončena volutovými štítky. Fasáda Husova domu je na průčelí do Husovy ulice i na bočním křídle ve Věžní ulici bohatě zdobena renesančními sgrafity, ať už ve formě psaníček, tak i sgrafity ornamentálními a figurálními. V interiéru jsou cenné klenuté prostory, např. příčná síň v přízemí s hřebínkovou klenbou, v zadní části přízemí prostor s křížovými klenbami na střední sloupek. V patře pak místnosti s bohatou síťovou hřebínkovou klenbou či křížovými hřebínkovými klenbami. Sklepy jsou pod předním a středním traktem domu, valeně klenuté z kamene.

## Historický vývoj domu

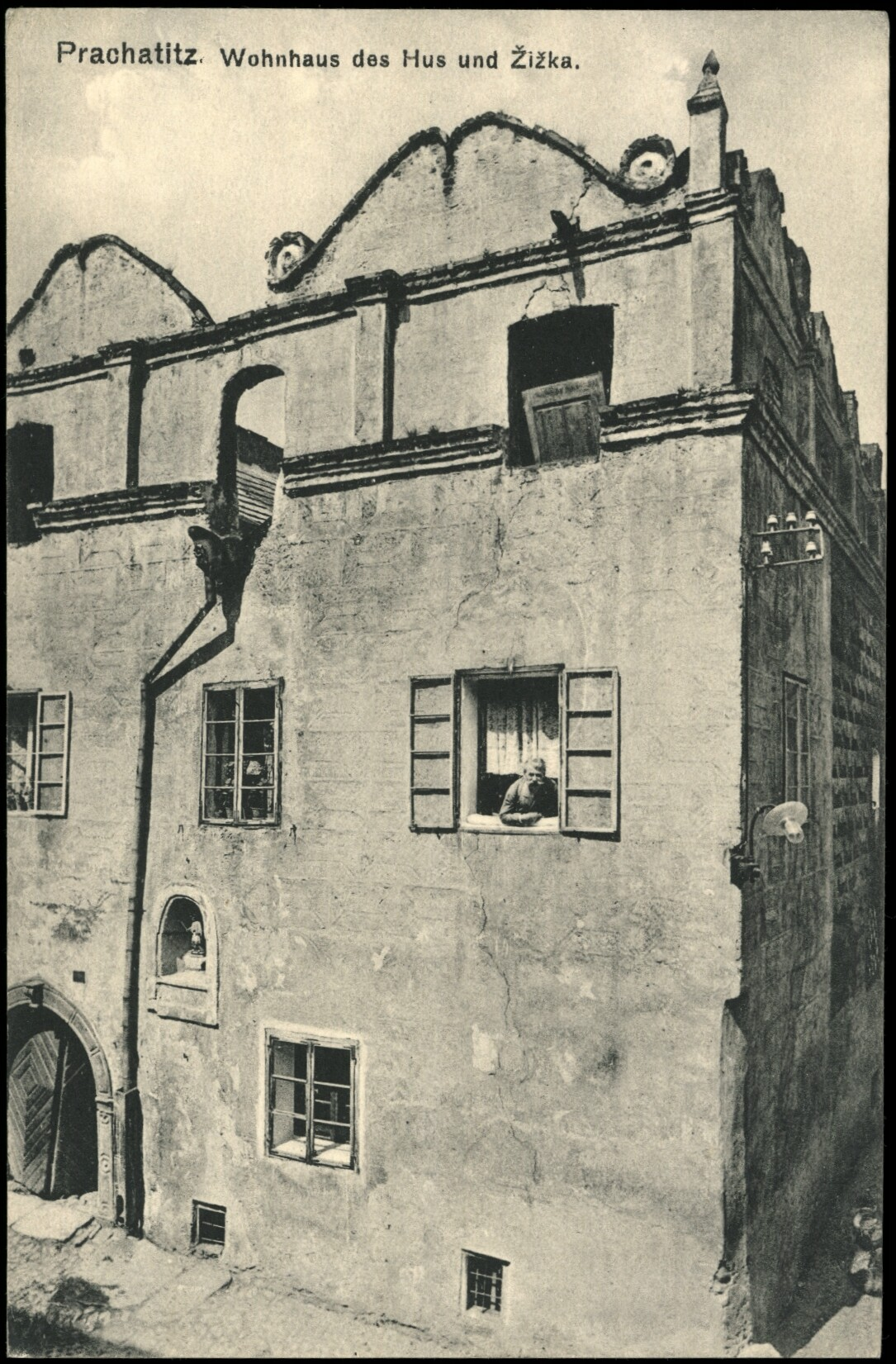
Husův dům před rokem 1913

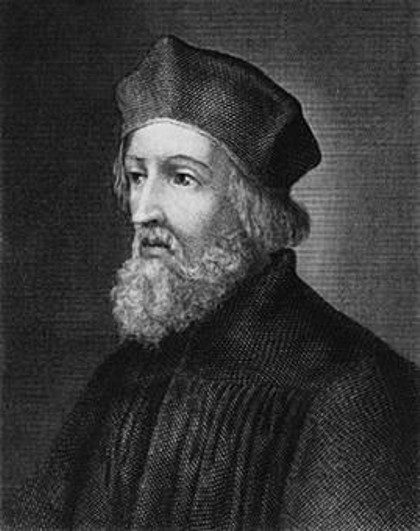
Jan Hus

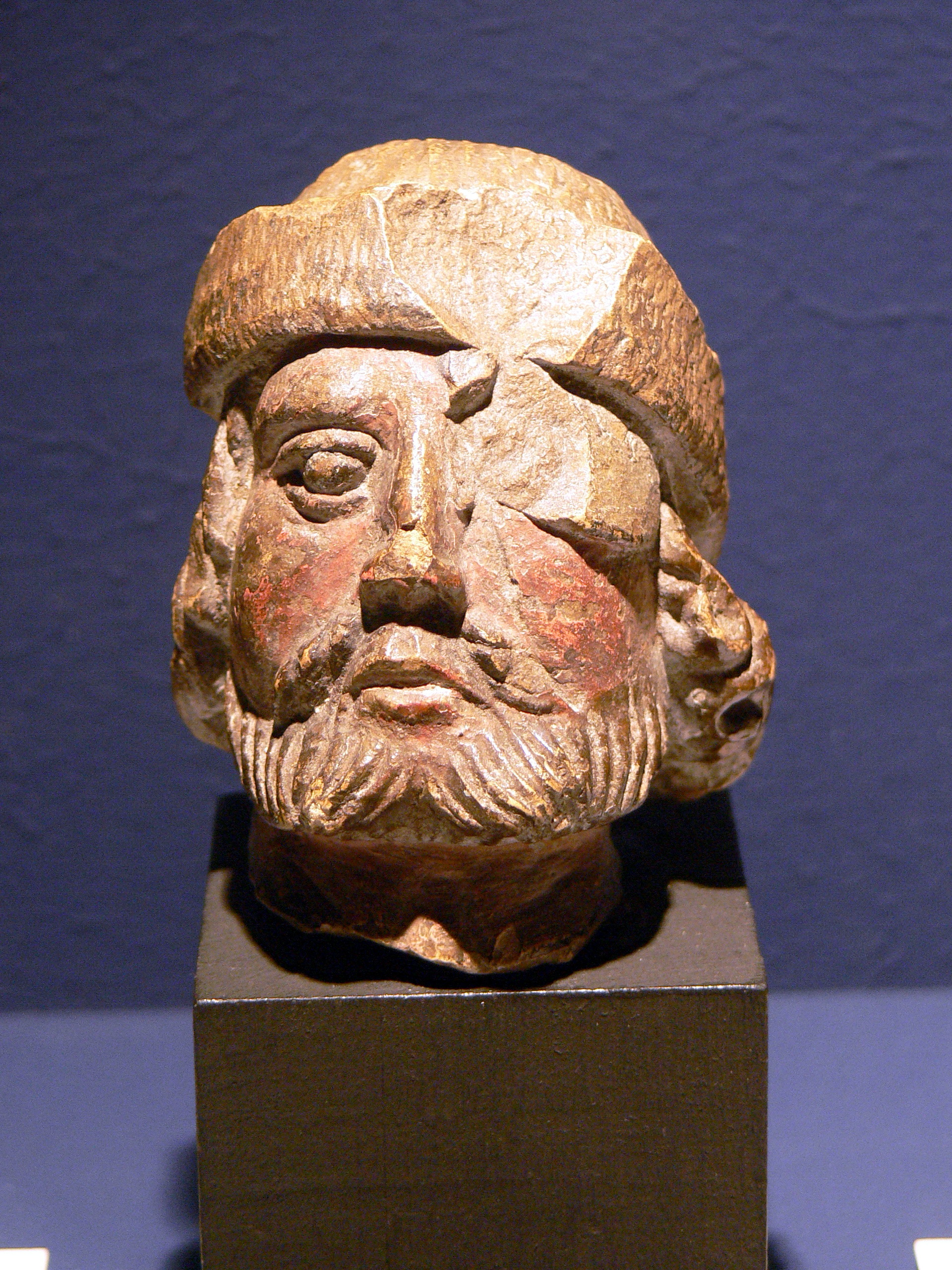
Jan Žižka

Dům je gotického původu, z tohoto období pochází sklepy domu, celá zadní část hmoty domu, včetně původní víceúrovňové gotické dispozice domu. Přední část domu je zřejmě až z 16. století. Původně, zhruba do poloviny 15. století, tvořil blok domů, ve kterém Husův dům stojí, východní stranu původního hlavního městského náměstí. a Husova ulice tedy ústila přímo do náměstí. Tento blok domů vznikl pravděpodobně již při založení města na konci 13. století. V letech 1540–1557 (nejčastěji uváděno kolem roku 1555) byl dům renesančně přestavěn, v zásadě do dnešní podoby. Při této rekonstrukci vznikla hodnotná sgrafitová výzdoba, jejíž autor nebo autoři jsou neznámí. Je zřejmé, že cílem rozvržení  sgrafit bylo opticky vyrovnat nepravidelný rozvrh průčelí. Dodnes je zřejmé, že smyslem malířské výzdoby bylo orámováním nepravidelně rozvržených oken z doby výstavby domu. Po požáru Prachatic v roce 1832 byla městským opevněním (v místě bývalé budovy šatlavy) proražena Nová brána a Husova ulice navazující na  Poštovní se stala jednou ze tří ulic umožňujících výjezd a vjezd do města.
V domě podle tradice pobýval Jan Hus v době své docházky do městské školy v Prachaticích. Tato pověst byla dokládána dnes již zabíleným nápisem na stěně jedné z místností: „… v této jizbě bydlil Jan Hus leta panie 13… zde zůstával“. V památné světničce v roce 1950 významný český restaurátor akademický malíř  František Fišer odkryl a konzervoval do té doby neznámou bytovou malbu s rostlinnými motivy. Tradice dům spojuje i s působením Jana Žižky, který zde měl rovněž pobývat ve školních létech na  prachatické škole (což není nikterak doloženo). Žižka však prokazatelně v Prachaticích dlel v roce 1422, neboť odsud psal některé své listy poté kdy v roce 1420 Prachatice dobyl a podnikal odtud výpady proti Rožmberkům. Zřejmě tedy časem došlo ke spojení obou ústně tradovaných vyprávění v jedinou pověst. Vnější sgrafitová výzdoba domu však nasvědčuje tomu, že s osobou Jana Husa byl dům spojován již v polovně 16. století. 
Od roku 1966 v něm sídlí knihovna; nejprve jako Okresní lidová knihovna v Prachaticích, nyní jako Městská knihovna Prachatice.
Podrobně doloženy jsou větší opravy a změny dispozice od 60. let 20. století, zejména velká rekonstrukce budovy pro účely Okresní lidové knihovny v Prachaticích v letech 1964–1965:
- úprava domu na knihovnu – projekt z roku 1964[14]
- Statické zajištění Husova domu[15]
- Změna stropních konstrukcí[16]
- Zaměření starého stavu – měřítko 1:50[17]
- Rozpočty a dodatky[18]

## Sgrafita a fresky na fasádě Husova domu

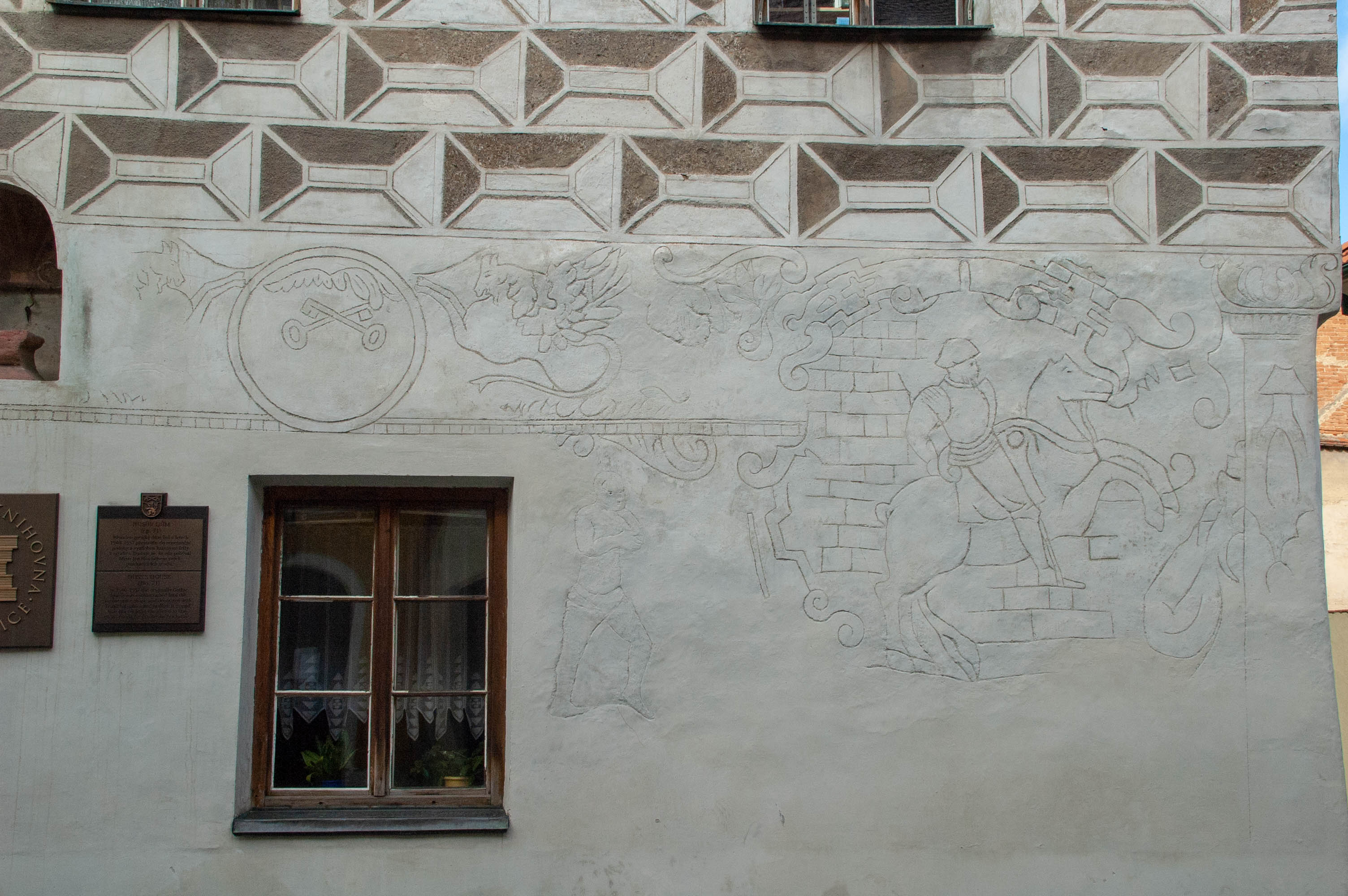
Husův dům, figurální výzdoba napravo od okna v přízemí do Husovy ulice

Sgrafitová výzdoba je provedena jako jednoduché dvouvrstvé sgrafito (podkladové intonaco colorito, přírodní písková barevnost, krycí colorito bianco (hustý bílý vápenný nátěr)). Fasáda Husova domu je na průčelí do Husovy ulice i na bočním křídle ve Věžní ulici bohatě zdobena renesančními, zejména psaníčkovými, ale i ornamentálními a figurálními sgrafity.
- Plocha přízemí je zdobena částečně dochovaným figurálním sgrafitem, spirálami a listovým ornamentem.
- Nad přízemním oknem je vyobrazen znak města Pracahtice (dolní část znaku je prázdá, dvouocasý lev se nedochoval, ze znaku se dochovala pouze horní část – někdejší znak Vyšehradské kapituly – dva křížem položené klíče). Po obou stranách erbu jsou vyobrazeni dva okřídlení pegasové; levý dochován jen fragmentárně.[22]
- Vpravo od okna je postava muže. Muž pravděopdobně nesl na zádech pytel; vyobrazení tak může mít význam nesení důsledků vlastních (ale i cizích) hříchů ("nosič hříchů"), jejich přijetí, pokání a aktivní snahu o nápravu, odpuštění a následné vykoupení. Vyobrazení zřejmě odkazuje na žalm 55:23, "Na Hospodina slož svoji starost, postará se o tebe a nedopustí, aby se kdy spravedlivý zhroutil"[23] Jde tedy o povzbuzení, abychom se nebáli své břemeno uvrhnout na Ježíše Krista, který nese tíhu všech hříchů světa a nám, pokud v něj věříme, pomůže unést i naše vlastní břemeno. Napravo od muže je vyobrazena tyč, původně mohlo jít o pochodeň.
- U okoseného nároží je ve velké kartuši fragment jezdce na koni, zřejmě jezdecký znak  Viléma z Rožmberka. Kůň je vyobrazen ve skoku se zvednutými předními běhy a je velmi podobný Rožmberskému jezdci na  Dolní bráně a na Bozkovském domě (čp. 184)[24] (vzorový grafický list s rožmberským jezdcem je datovám rokem 1557[25]).
- V horní střední části přízemí je umístěna půlválcová nika s mušlí.
- První patro je prolomeno třemi okenními otvory. Obdélná dřevěná dvoukřídlá okna dělená pevným poutcem do latinského kříže jsou umístěná ve  špaletách.[1]
- Plocha patra je zdobena psaníčkovým sgrafitem. Korunní profilovanou  římsu přerušují dvě obdélná atiková okna a uprostřed otvor, který vede do středového  úžlabí střechy a z něhož vychází okap středem průčelí.
- Atika je zdobena opět psaníčkovým sgrafitem a vertikálně členěna pilastry a je ukončena dvěma volutovými štíty, jejichž forma pochází z lombardské renesance. Na nároží zůstala zachována čučka.
- Boční průčelí směřující do Věžní ulice je až na soklovou část a plochu v přízemí při jihovýchodním rohu zdobeno psaníčkovým sgrafitem.
- Okna v bočním průčelí jsou prolomena v několika výškách, jedná se o okenní otvory různých velikostí.
- Tři okna ve spodní části mají kamenné ostění – dvě okna vpravo jsou obdélná, levé okno je zaklenuto valeně, ostění u tohoto okna je profilované.
- Další okna jsou obdélná nebo se segmentovým zaklenutím, jsou opatřena rámy (některé rámy tvořeny ornamenty) zvýrazněnými v omítce.
- Pouze jedno okno je vsazeno v líci fasády, ostatní jsou špaletová.
- Pod profilovanou korunní  římsou je sgrafitový pás v podobě tzv. mořské (věčné) vlny.
- Atika je pilastry rozdělena na šest polí (2. – 6. pole obsahuje figurální motivy).[1]
  - levé (první) pole má psaníčkové sgrafito,
  - v druhém poli je stylizace slunce,
  - v třetím lov na jelena: scéna zachycující lovce mezi stromy mířícího lukem na jelena, který je již jedním šípem zasažen a dívá se na lovce[24]
  - ve čtvrtém poli je stylizace gryfa a lva, držících v pařátech srolovaný pergamen zdobený perutí nad otvorem.[1][26] Tento výklad zřejmě potvrzuje transfer torza sgrafita domu čp. 144  v Neumannově  ulici do Městského divadla v Prachaticích. Na přeneseném zlomku jsou zobrazeny celé postavy gryfa a lva a páska (zřejmě s letopočtem vzniku výzdoby domu).[27]
  - v pátém poli jsou zobrazeni dva muži, muž vlevo má klobouk s chocholem, pod paží svírá kohouta a v druhé ruce hůl. Muž vpravo nese přes rameno vidle a v druhé ruce drží svítilnu.[27][1]
  - v šestém poli je vyobrazena postava muže, který se opírá o kyj, pravděpodobně jde o bájného Herkula. Postava je vsazena do iluzivní niky, tvořené sloupky a obloukovým překladem.[27]
- Nad každým polem atiky je umístěn volutový štít, poslední šesté užší pole je kryto pouze polovinou štítu. Všechny štíty mají oplechování.

Celkové členěni bosáže na fasádě předního traktu nasvědčuje, že je pravděpodobně mladší než východní fasáda středního a zadního traktu. Je možné, že přední část domu byla zničena požárem bezprostředně poté, kdy byla vyzdobena obdobnými sgrafity jako se dochovala na středním a zadním traktu boční fasády. Stejně tak ale mohlo jít i o záměr, jak odlišit starší část původního gotického domu od novější renesanční přístavby (tomu by odpovídala i snaha o zachování původních gotických okenních otvorů v jejích původních pozicích) a snaha tyto starší prvky harmonicky zakomponovat do nového architektonického členění fasády. 

### Podrobný popis a ikonografický rozbor sgrafitové figurální výzdoby atikového patra východní fasády (do Věžní ulice)
Figurální výzdoba atikového patra fasády směrem do Věžní ulice je provedena pouze jednoduchým rytím v omítce a je spíše rustikálnějšího charakteru – jde ale o důsledek rekonstrukce, podle starších fotografií a zbytků na fasádě je původní kresba ryta podstatně jistější rukou, kresba je výraznější a sgrafito je jemně šrafováno a stínováno (původní je např. sgrafito s husou a hadem na šambráně kolem okna v prvním patře, byť je výrazně překryto pozdějším štukem, lze si na něm udělat doboru představu o původním vzhledu figurálních sgrafit na fasádě; původní technika sgrafita tak byla shodná se sgrafitem na domě č.p. 144). Výzdoba atikového patra však vyniká velmi zajímavou nábožensko-moralistní symbolikou s motivem Ježíše Krista, zápasu dobra se zlem a vítězství světla nad temnotou. Jednoduchost formy sgrafita zde byla ale zcela určitě záměrem (neruší zde celkové architektonické vyznění fasády domu) a dokládá tak, svým částečným oproštěním od složitější výtvarné podoby, funkci figurálního sgrafita jako jisté formy obrázkového písma, vyjadřujícího se především pomocí symbolů (propracovanou  symboliku známe ale již ze středověkých výzdob interiérů kostelů). Sgrafitová výzdoba domu vznikla pravděpodobně spolu s přestavbou domu někdy kolem let 1555 až 1557, část sgrafit ale může být až z počátku 70. let. 16. století (psaníčka do Husovy ulice, rytá figurální výzdoba, motivy perutí u okenních otvorů). Výzdoba atikového patra byla v minulosti značně poničena zatékající vodou i nevhodnými cementovými vysprávkami a proto musela být z velké části v 60. letech rekonstruována, kdy původní motivy byly překresleny na pauzovací papír a opětovně znovu vyryty do nové omítky. Při rekonstrukci tedy mohlo dojít k drobnému zkreslení jednotlivých původních výjevů, větší zkreslení je patrné zejména na výjevu boje gryfa se lvem. Obecně lze tuto rekonstrukci (stejně tak jako restaurovaní zbytků fugurálních sgrafit v přízemí do Husovy ulice) považovat za pouze náznakovou a provedenou moderní kresbou 60. let 20. století.
- První výjev zleva (Motiv slunce)

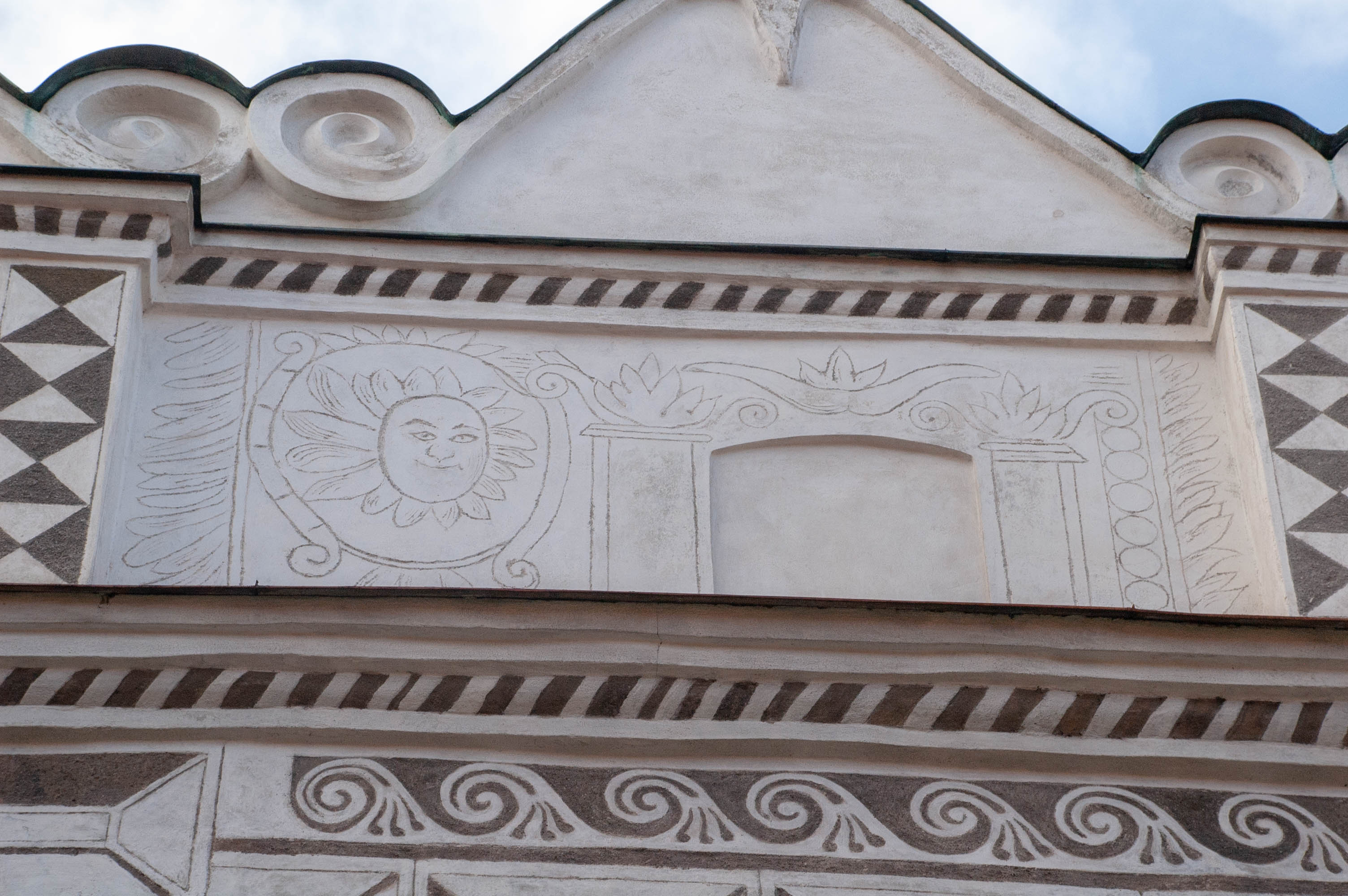
atika čp. 71 - motiv slunce

První výjev zobrazuje motiv slunce. Symbol slunce obecně představuje dobro a podle křesťanské symboliky je taktéž symbolem Ježíše Krista, který je světlem světa, jež září v temnotách a jehož příchod na svět je spojován s příchodem slunce a obrodou světa. K propojení významu Ježíše Krista se symbolem pohanského boha Slunce došlo pravděpodobně v římské říši za císaře Konstantina Velikého ve 4. století n. l., kdy byl pohanský den slunce (25. prosince) nahrazen připomínkou narození Ježíše Krista. Raně křesťanský kříž v kruhu byl rovněž adoptovaným symbolem slunce z pohanských dob. Opakující se motiv slunce se na fasádě vyskytuje i v podobě několika typů rozet. Jde o typický motiv raných sgrafitových fasád, pravděpodobně ovlivněný příchodem prvních sgrafitářů do střední Evropy z venkovských kantonů dnešního jižního Švýcarska, sousedících s italskou Lombardií. Lombardské motivy jsou ostatně patrné i ve tvaru a stáčených volutách atiky.
- Druhý výjev zleva (Lov na jelena)

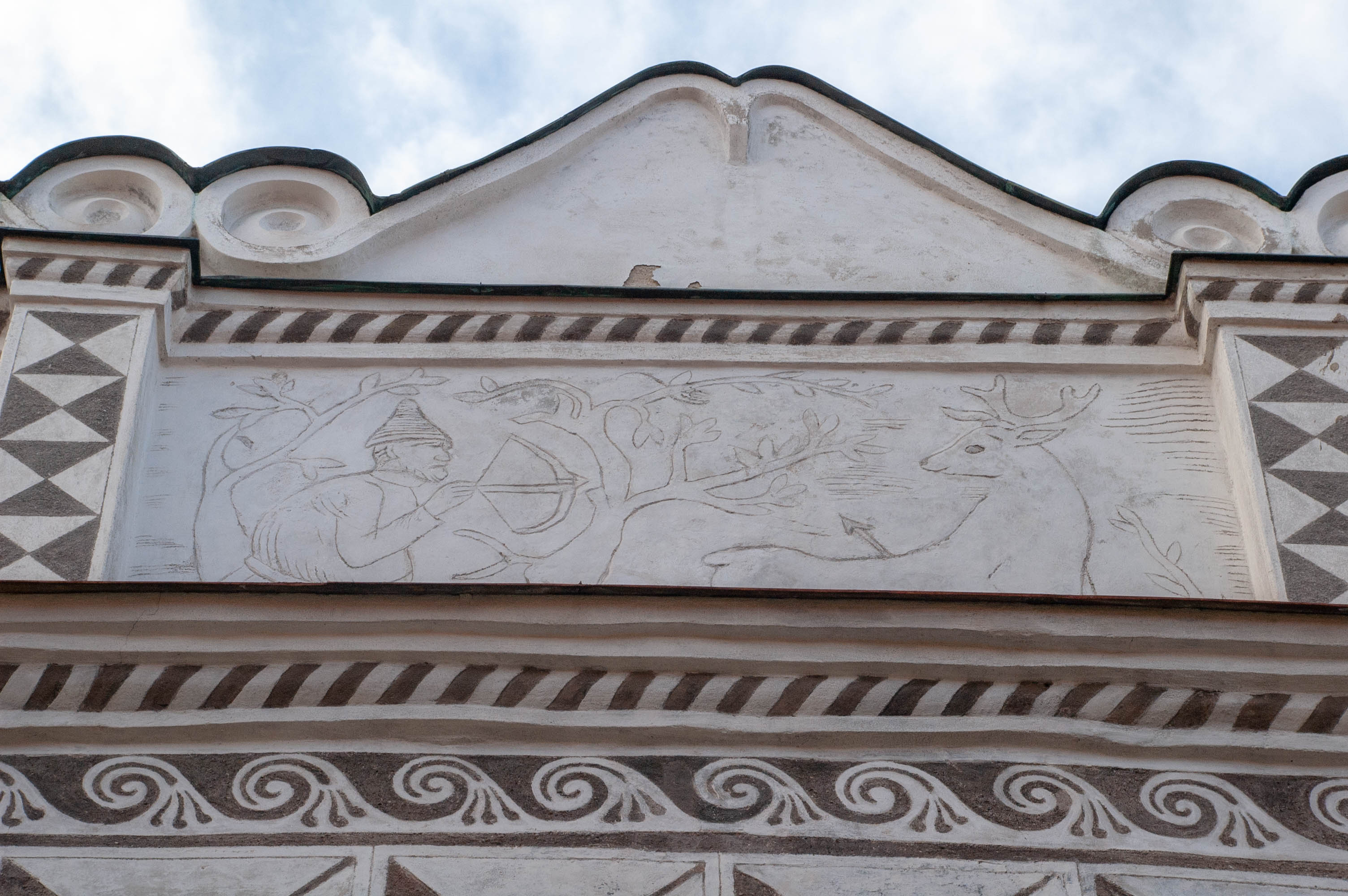
atika čp. 71 - Lov na jelena

Druhý výjev zobrazuje lov na jelena. Jelen zde opět, v souladu s křesťanskou symbolikou, symbolizuje Ježíše Krista (legenda o sv. Eustachovi) a čistou duši člověka, toužícího po Bohu (v Bibli je téma žízně po Bohu přítomno např. v žalmu 42). Lov zde tedy může symbolizovat hřích i odklon od víry (při lovu v sobě zabíjíme i svou touhu po Bohu, šípy jsou pak špatná přání, vyslaná z luku lovce, ďábla, do srdce čisté duše – Hugo od sv. Viktora, PL 177, od. 26, str. 575). Dané téma lovu a víry v Boha nalezneme také v dobové moralistní literatuře, např. v knize Loď bláznů (Sebastian Brant, Das Narrenschiff, Strasburg, 1494):" Nimrod se na lov dává, když úcty k Bohu zanechává", nebo na fasádě Knížecího domu či na transferech sgrafit z přestavěného domu č.p. 144 v Neumannově ulici (transfery sgrafit, pocházející z roku 1572, z tohoto domu jsou dnes uloženy v budově Staré radnice a dochovány jsou rovněž ve fotografiích a nákresech, kde jsou, kromě psů, jelenů a dalších zvířat, zobrazeni i jednorožci). Jelen s křížem mezi parohy je rovněž vyobrazen pod schodištěm na nádvoří Staré radnice. 
Šíp zde ale může mít i opačný význam – záleží kdo šíp střílí a šíp v boku jelena zde směřuje k nebesům (v daném kontextu ikonografie celé fasády jde tedy dokonce o pravděpodobnější výklad vyobrazení) a šíp je zde symbolem božího slova, které zasahuje duši (srdce) člověka. Šípem může být i prorok, jako služebník boží (Iz 49,2). Bůh posílá svůj vyvolený šíp (např. Krista nebo jiného kazatele boží pravdy) k těm, kdo budou zachráněni. Tuto meteforu užívá i sv. Augustin, jenž ve svých Confessiones hovoří o Boží lásce, která jako šíp pronikla do jeho srdce a uvízla v jeho nitru a ve výkladech žalmů opakovaně objasňuje příměr šípu zraňujícího srdce. Kazatelé Božího slova hýbou světem, slova apoštolů jsou jako šípy, které pronikají do srdce a vzbuzují lásku.
- Třetí výjev zleva (Boj gryfa se lvem)

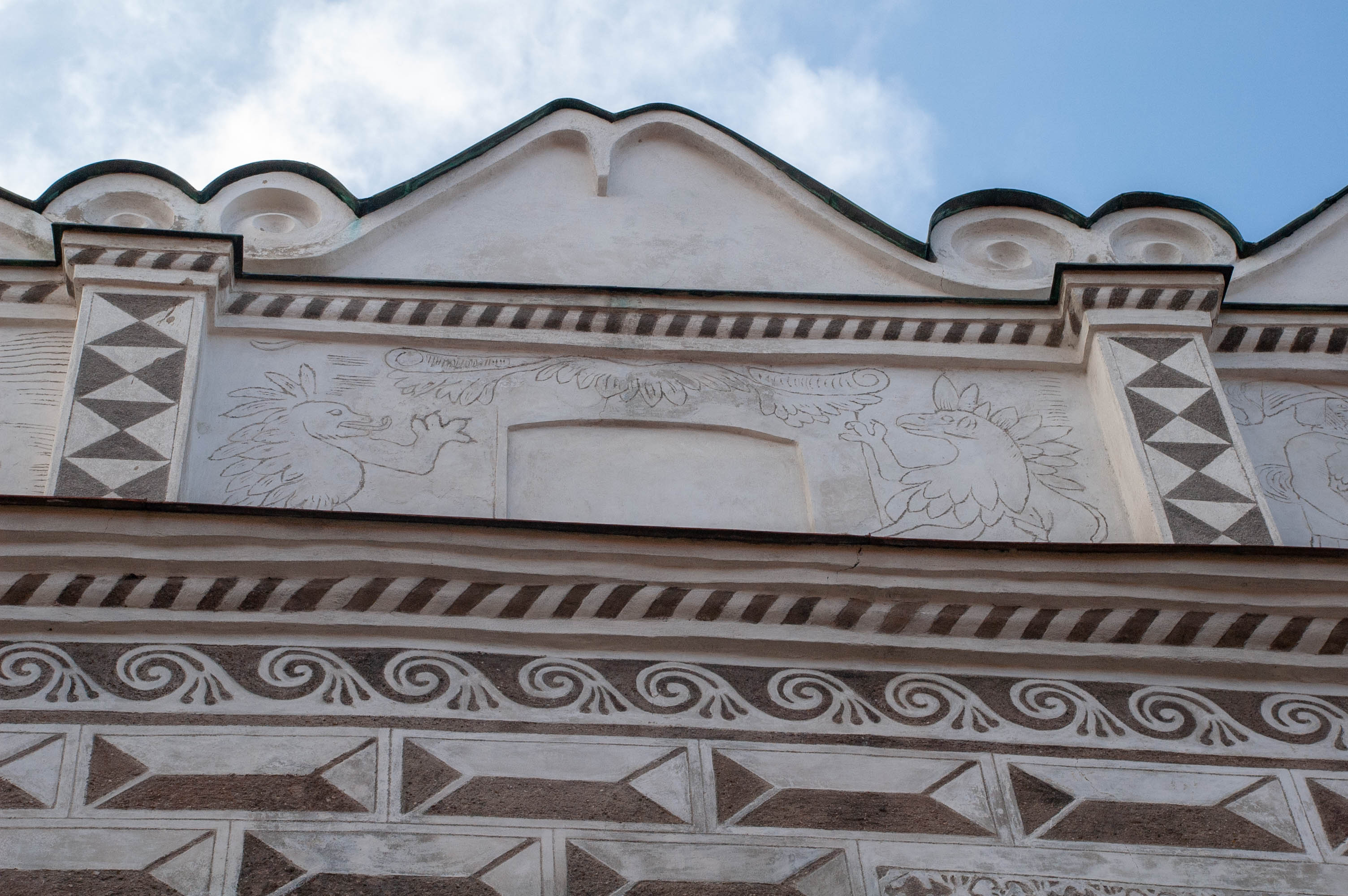
atika čp. 71 - Souboj Gryfa se lvem

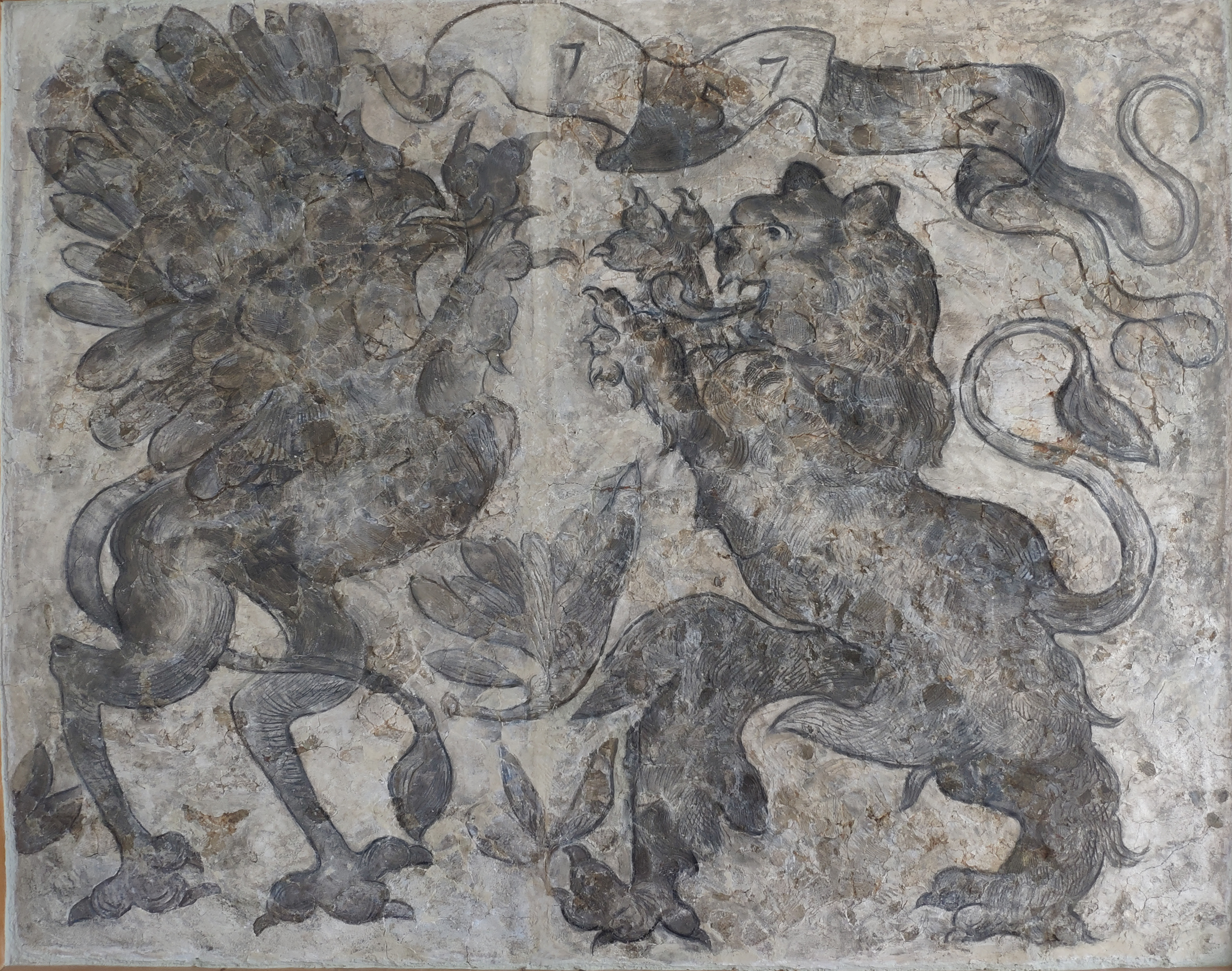
Souboj gryfa se lvem, transfer sgrafita z domu č.p. 144 v dnešní Neumannově ulici. Nápisová páska s letopočtem 1572.

Na dalším výjevu je pravděpodobně zobrazen souboj gryfa se lvem. Při rekonstrukci poškozeného výjevu zde pravděpodobně došlo ke zkomolení symbolu lva na pravé straně zazděného otvoru. Gryf, tvor s hlavou a křídly orla a tělem lva, býval vnímán jako ztělesnění síly, ochrany proti zlu a symbolem sluneční moci, rovněž je symbolem božské moci, znakem chrabrosti, ušlechtilosti a ochráncem ctností. Gryf byl v antice pomocníkem boha Apollóna, který byl také symbolem sluneční moci. Gryf se rovněž stal později symbolem Ježíše Krista a symbolem vlády na zemi i ve vzduchu (nebi). Lev, byť bývá povětšinou spojován se ctnostmi (především statečností), někdy může symbolizovat i zlo (např. Satana). Symbolika lva zde odkazuje na biblické příběhy soubojů Davida se lvem a orlem a Samsona se lvem. Odkaz na lva, ztělesňujícího zlé nebezpečí pro čistou duši, je uveden i v Davidově žalmu č. 22-14, tento žalm je navíc spojován s Kristem, neboť Kristova poslední slova byla citací druhého verše z tohoto žalmu (Bože můj, proč jsi mě opustil?).  Lev je gryfovi rovným a důstojným soupeřem. Souboj gryfa se lvem je tedy možno vnímat jako symbol boje dobra proti zlu, ctností proti neřestem, světla proti temnotě a Krista proti ďáblu. Jde ale o souboj dvou protivníků vládnoucích na zemi podobnou silou a tudíž jde o souboj v podstatě nekonečný. V daném kontextu výzdoby fasády může mít tento souboj rovněž význam střetu duchovní a světské moci. Pěkně ztvárněný boj gryfa se lvem se dochoval rovněž na výše zmíněných transferech sgrafit z č.p. 144 v Neumannově ulici, výjev v současné době visí zarámován na schodišti v budově Staré radnice.
- Čtvrtý výjev zleva (Dobrý a špatný pastýř)

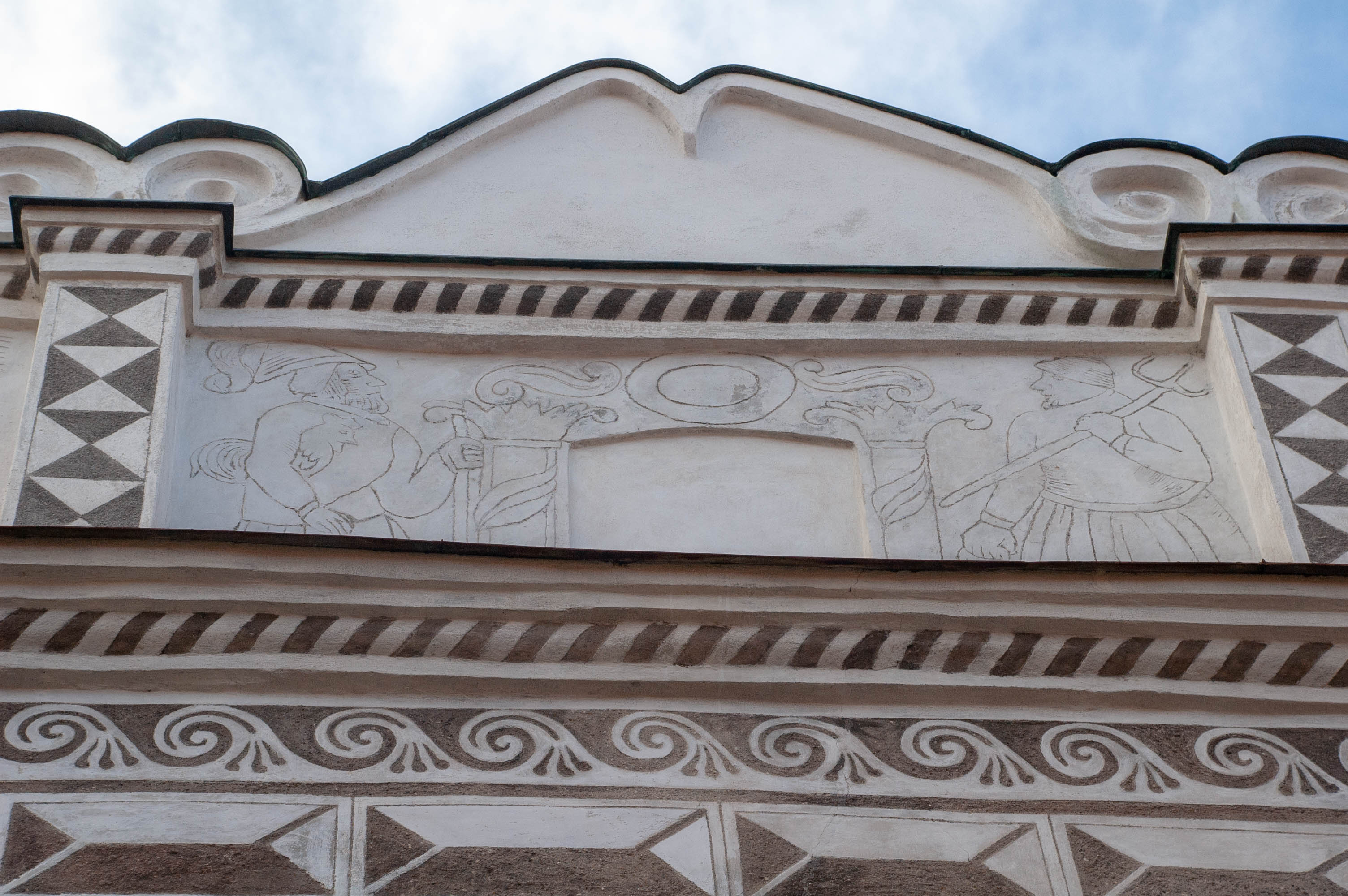
atika čp. 71 - Dobrý a špatný pastýř

Další výjev, je asi tematicky vůbec nejzajímavější, pravděpodobně zobrazuje Dobrého a špatného pastýře. Dobrý pastýř je symbolizován pastevcem s holí s kohoutem v podpaží pod pravou rukou, špatného pastýře zde symbolizuje nádeník s vidlemi. Kohout je obecným symbolem vzkříšení, vítězství duše nad smrtí a ochranitelem před démony. Kohout je dle křesťanské symboliky také symbolem křesťanství, znakem sv. Petra i kazatelů obecně, rovněž je symbolem zmrtvýchvstání Ježíše Krista. Bývá rovněž symbolem slunce. Raně křesťanské zobrazení dobrého pastýře s kohoutem nalezneme již na nástěnné malbě v katakombách sv. Kalixta. Možný výklad zobrazení na fasádě nám nabízí přímo Bible, konkrétně Jan 10: 11-16: (Kristus) „Já jsem dobrý pastýř. Dobrý pastýř položí svůj život za ovce. Ten, kdo není pastýř, kdo pracuje jen za mzdu a ovce nejsou jeho vlastní, opouští je a utíká, když vidí, že se blíží vlk. A vlk ovce trhá a rozhání. Tomu, kdo je najat za mzdu, na nich nezáleží. Já jsem dobrý pastýř; znám své ovce a ony znají mne, tak jako mě zná Otec a já znám Otce. A svůj život dávám za ovce. Mám i jiné ovce, které nejsou z tohoto ovčince. I ty musím přivést. Uslyší můj hlas a bude jedno stádo a jeden pastýř.“ Obecný výklad biblického textu tedy obecně je: Nádeník se ptá: Co z toho budu mít já? Pastýř se ptá: Co z toho budou mít mé ovce? Dobrý pastýř zde tedy symbolizuje Ježíše Krista a špatný pastýř ďábla (symbol vidlí u nádeníka). Myšlenka všeobecné společenské prospěšnosti s příkladem srovnání pastýře a nádeníka pochází však již z Platónovy Ústavy. Vyobrazení zde pravděpodobně kritizuje, v souladu s utrakvistickým prostředím, obecnou závislost církevních činitelů na pozemských statcích. Ježíš jako dobrý pastýř býval vyobrazen, podle Mitnerai na domě č.p. 159 (nebo č.p. 139) v Neumannově (Horní) ulici.
- Pátý výjev zleva (Herkules)

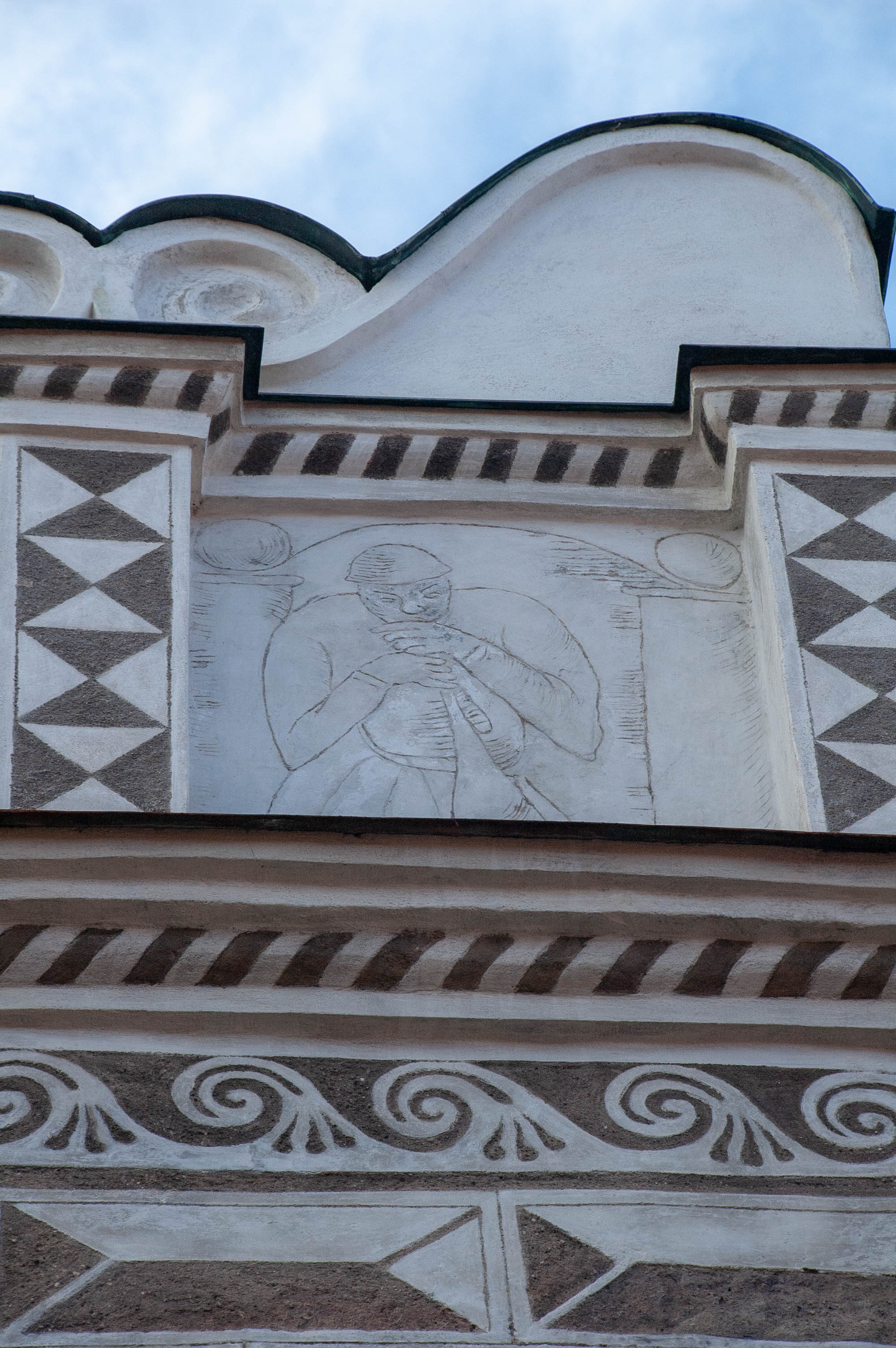
atika čp. 71 - Herkules

Na pátém výjevu je zobrazen muž opírající se o kyj. Jde pravděpodobně o postavu Herkula, který zde má hlavu opřenu o svůj kyj a zhlíží z výše dolů na ulici, hlídaje tak prostor před domem. Herkules byl symbolem vítězství dobra nad zlem i ctností nad neřestmi. Zde je pravděpodobně vyobrazen rovněž jako symbol pevnosti výry a jejího vítězství nad ďáblem (hříchem).
Výzdoba atikového patra zde zřejmě specifikuje požadavky na dobrého kazatele božího slova: dobrý kazatel kázá boží pravdu a lásku, je vyvolen Bohem vést lidi ke spáse, je dobrým řečníkem a jeho slova zůstávají v srdci věřících, sám žije ctnostný život, nedychtí po funkcích a majetku, jeho víra v boha je pevná a je ochoten boží pravdu hájit.
- Výzdoba kolem posledního okna prvního patra na boční fasádě domu (Hus-a a had)

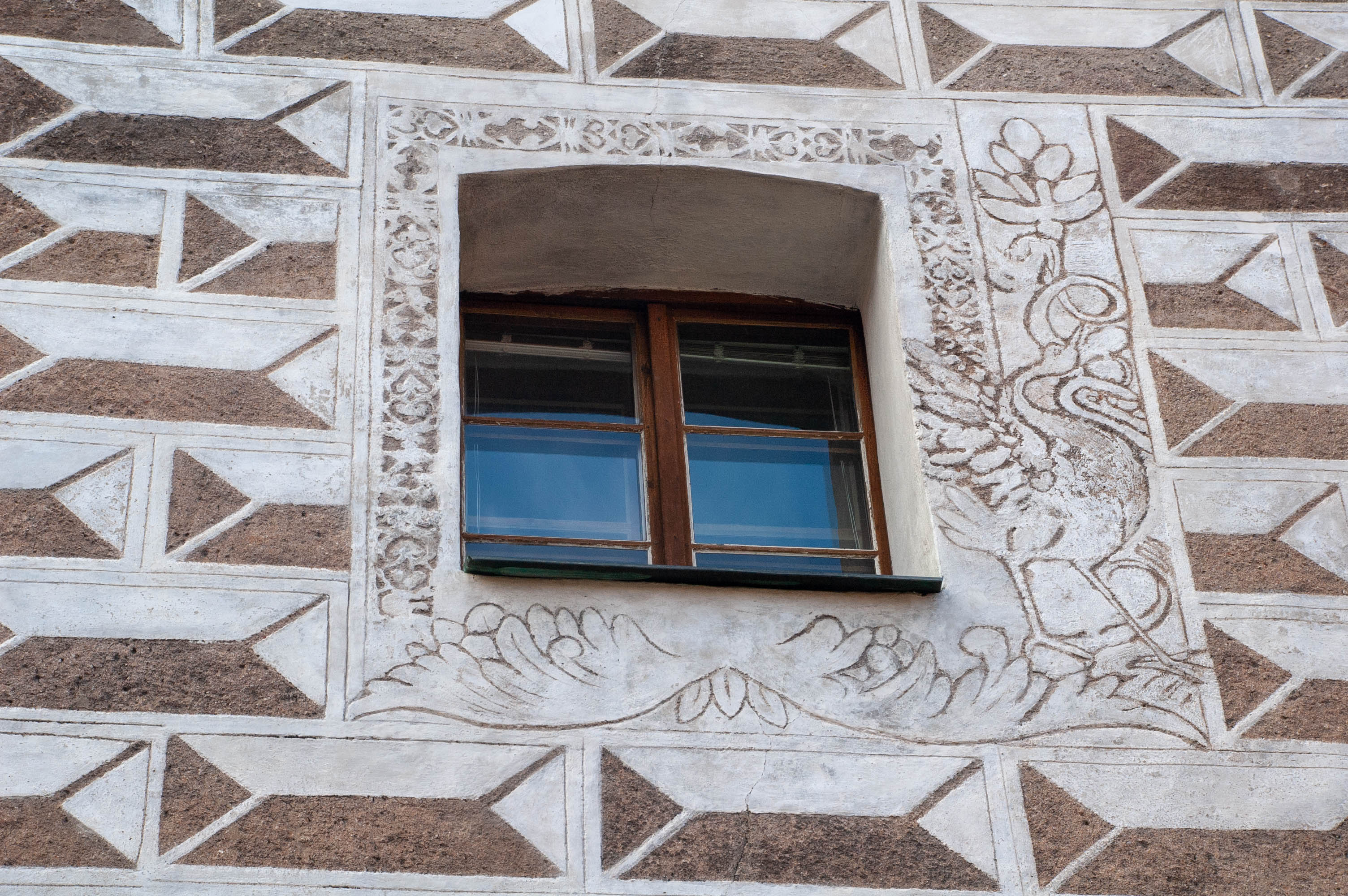
čp. 71 - Hus-a a had

Tematicky se k výzdobě atikového patra hlásí i výzdoba kolem malého okna v prvním patře.  Poslední okno prvního patra se segmentově ukončeným obloukem rámuje bílé pole s květinovým ornamentálním dekorem, který je na pravé straně doplněn o zobrazení ptáka, šlapajícího pravděpodobně na hada. Zobrazený pták je s největší pravděpodobností husa, která pravým pařátem drtí hada. Námětově zřejmě vyobrazení vychází z raně křesťanské symboliky, z Legendy o jelenu a hadu. Jelen v ní znázorňuje Ježíše Krista a had ďábla (hřích). V evangeliu sv. Lukáše (10:19) je psáno: „Hle, uděluji vám moc šlapat po hadech a štírech i po veškeré síle nepřítele a vůbec nic vám neublíží.“ Husa zde může, vzhledem k utrakvistickému prostředí města, zobrazovat Jana Husa a had pravděpodobně hříchy katolické církve, celý výjev pak zobrazuje pevnost a stálost víry v Boha, kterou neotřesou jakákoliv protivenství. Námětově nám tedy husa propojuje název domu s lidovou pověstí, že v jednom z pokojů zde bydlel, podle nalezeného nápisu na stěně pokojíku, Jan Hus, když navštěvoval nedalekou městskou školu. Propojení s Janem Husem i utrakvismem obecně je ovšem patrné z celého ikonografického konceptu sgrafitové výzdoby Husova domu (Jan Hus jako následovník Krista v boji s temnotou).

## Renesanční dekorativní výmalba místnosti v prvním patře
V roce 1950 byla v jedné z místností v prvním patře s okny do Věžní ulice (pravděpodobně údajná Husova světnička, jedno s oken je dekorováno Husou a hadem) nalezena renesanční nástěnná dekorativní výmalba. Malbu odkryl, popsal a  konzervoval významný český restaurátor akademický malíř  František Fišer. Stěny jsou zdobeny pod stropem malovanými ovocnými festony. Zdobeny jsou také okenní špalety oken a malého okénka nade dveřmi. Místnost je v dolních partiích lemována drapérií zvanou koltryna. Je sestavena z mnoha dílů, z nichž každý je v jiné barvě a zdoben jiným ornamentem. Některé ornamenty jsou vytvořeny šablonou, některé z ruky. Ornamentální pás je ukončen malovanou bordurou cca 20 cm širokou. Místnost zřejmě vznikla vestavěním příček do velkého prostrou, shodného s rozlehlou místností s dřevěným stropem v mezipatře. Dle poškozené omítky bylo zjištěno, že kolem místnosti byly postaveny lavice a teprve nad těmito lavicemi začíná dekorace stěn. Původní účel místnosti nebyl zjištěn.

## Památková hodnota domu a stav jejího zachování
Měšťanský dům čp. 71 v Husově ulici odpovídá pojetí kulturní památky podle § 2 zákona č. 20/87. Sb. o státní památkové péči. Památková ochrana se vztahuje na celý objekt, který je též situován v  Městské památkové rezervaci Prachatice. Budova je ve vzhledem k opakovaným opravám a restaurování sgrafit ve velmi dobrém technickém stavu.

### Sgrafita a fresky na fasádě Husova domu
Popis sgrafit a fresek na Husově domě čp. 71 je často publikován počínaje Marešovým a Sedláčkovým Soupisem památek z roku 1913. Žabková uvádí (Foto: Petr Skalický) tyto detailní snímky:
- 397. Prachatice, Husova ulice, dům čp. 71 (Husův dům), hlavní průčelí, sgrafito, kolem 1560.
- 398. Prachatice, Husova ulice, dům čp. 71 (Husův dům), hlavni vstup, sgrafito, kolem 1560.
- 399. Prachatice, Husova ulice, dům čp. 71 (Husův dům), hlavní průčelí, znak Prachatic s Pegasy (?) a Rožmberský jezdec (?), sgrafito, kolem 1560.
- 400. Prachatice, Husova ulice, dům čp. 71 (Husův dům), hlavní průčelí, znak Prachatic s Pegasy (?), sgrafito, kolem 1560.
- 401. Prachatice, Husova ulice, dům čp. 71 (Husův dům), hlavní průčelí, Rožmbersky jezdec (?), sgrafito, kolem 1560.
- 402. Prachatice, Husova ulice, dům čp. 71 (Husův dům), hlavní průčelí, nika na sošku s malbou mušle v konše, fresco secco, kolem 1560.
- 403. Prachatice, Husova ulice, dům čp. 71 (Husův dům), boční fasáda do Věžní ulice, sgrafito, kolem 1560.
- 404. Prachatice, Husova ulice, dům čp. 71 (Husův dům), boční fasáda do Věžní ulice, sgrafito, kolem 1560.
- 405. Prachatice, Husova ulice, dům čp. 71 (Husův dům), boční fasáda do Věžní ulice, sgrafito, kolem 1560.
- 406. Prachatice, Husova ulice, dům čp. 71 (Husův dům), boční fasáda do Věžní ulice, výzdoba 2. pole atikového polopatra, sgrafito, kolem 1560.
- 407. Prachatice, Husova ulice, dům čp. 71 (Husův dům), boční fasáda do Věžní ulice, výzdoba 3. pole atikového polopatra, sgrafito, kolem 1560.
- 408. Prachatice, Husova ulice, dům čp. 71 (Husův dům), boční fasáda do Věžní ulice, výzdoba 4. pole atikového polopatra, sgrafito, kolem 1560.
- 409. Prachatice, Husova ulice, dům čp. 71 (Husův dům), boční fasáda do Věžní ulice, výzdoba 5. pole atikového polopatra, sgrafito, kolem 1560.
- 410. Prachatice, Husova ulice, dům čp. 71 (Husův dům), boční fasáda do Věžní ulice,

Detaily sgrafit a architektonických prvků domu jsou publikovány i na webu města Prachatice.

### Restaurátorské práce na sgrafitech Husova domu
Dostupné prameny a literatura časově neurčují dobu odkrytí sgrafit. Dobu a rozsah restaurátorských zásahů můžeme specifikovat z literatury 20. století a restaurátorských zpráv.
- Restaurování sgrafit Hansem Lukeschem (1909) popisuje Starý.[40]
- Opravu fasády v padesátých letech 20. století specifikuje památkový katalog .[1]cituje nepřímo restaurátorská zprávy od Jiřího Štorka a Zdeňka Novotného.[41]
- V roce 1960 objevili restaurátoři silné vrstvy cementové omítky především ve spodní části fasády a na atikovém patře. Štíty a jejich výplně byly značně poškozeny uvolňováním omítky z povrchu zdiva. Cementová omítka byla odstraněna. Stejně byla odstraněna a doplněna uvolněná místa, která nebylo možno uchytit. Doplněni jednotlivých výjevů a jejich rekonstrukce bylo provedeno za pomoci frotáže a archivní dokumentace.[30]
- Další restaurátorský zásah proběhl v roce 1972 v rámci odstraňování závad na zatékání odpadových vod se uvolnily sgrafitové omítky na cele ploše domu. O opravě obou fasád se však dozvídáme z restaurátorské zprávy jen to, že byla provedena dle směrnic památkové peče.
- Restaurování v roce 1986 cituje bakalářské práce Elišky Hrubcové: mělo dojit k vyspravení a uzavření všech prasklin, rekonstrukci opadané a duté části a obnově plošné čitelnosti vtíráním štukové pěny.
- Poslední restaurování proběhlo v roce 2002 a výsledkem bylo odstranění všech pozdějších  omítkových a štukových vrstev zkreslujících detaily ryté kresby, byla doplněna původní sgrafitová  omítka a celý povrch fasády byla barevně scelena a zafixována injektáží uvolněné omítky.

### Odborná literatura o domě a restaurátorských prací na sgrafitech Husova domu
Vzhledem k významu je dům a jeho sgrafitová výzdoba popsán v odborné literatuře. Část dokumentace (zejména stavebně historické průzkumy a restaurátorské zprávy dosud nebyla publikována a je uložena na odboru regionálního rozvoje Městského úřadu v Prachaticích. Jsou doloženy opakované restaurátorské zásahy: v roce 1910 (1909?), 1960, 1965–66, 1972, 1986 a v roce 2001. V letech 1965–66 a 1972 byly provedeny stavební úpravy a restaurování sgrafit na fasádě. Hodnotu a stav sgrafit dokládá Restaurátorská zpráva o provádění opravných prací na domě čp. 71 /Husův dům/ v Prachaticích a Restaurátorská zpráva o provádění restaurátorských prací na renesanční sgrafitové fasádě na domě čp. 71 v Prachaticích /Husův dům/ Významný faktorem památkové hodnoty domu jsou možné autorské a věcné souvislosti mezi sgrafity na Husově domě,  Heydlově domě v Prachaticích a některých domech v  Českém Krumlově na Latránu.

## Galerie Husův dům

### Celkové pohledy na Husův dům

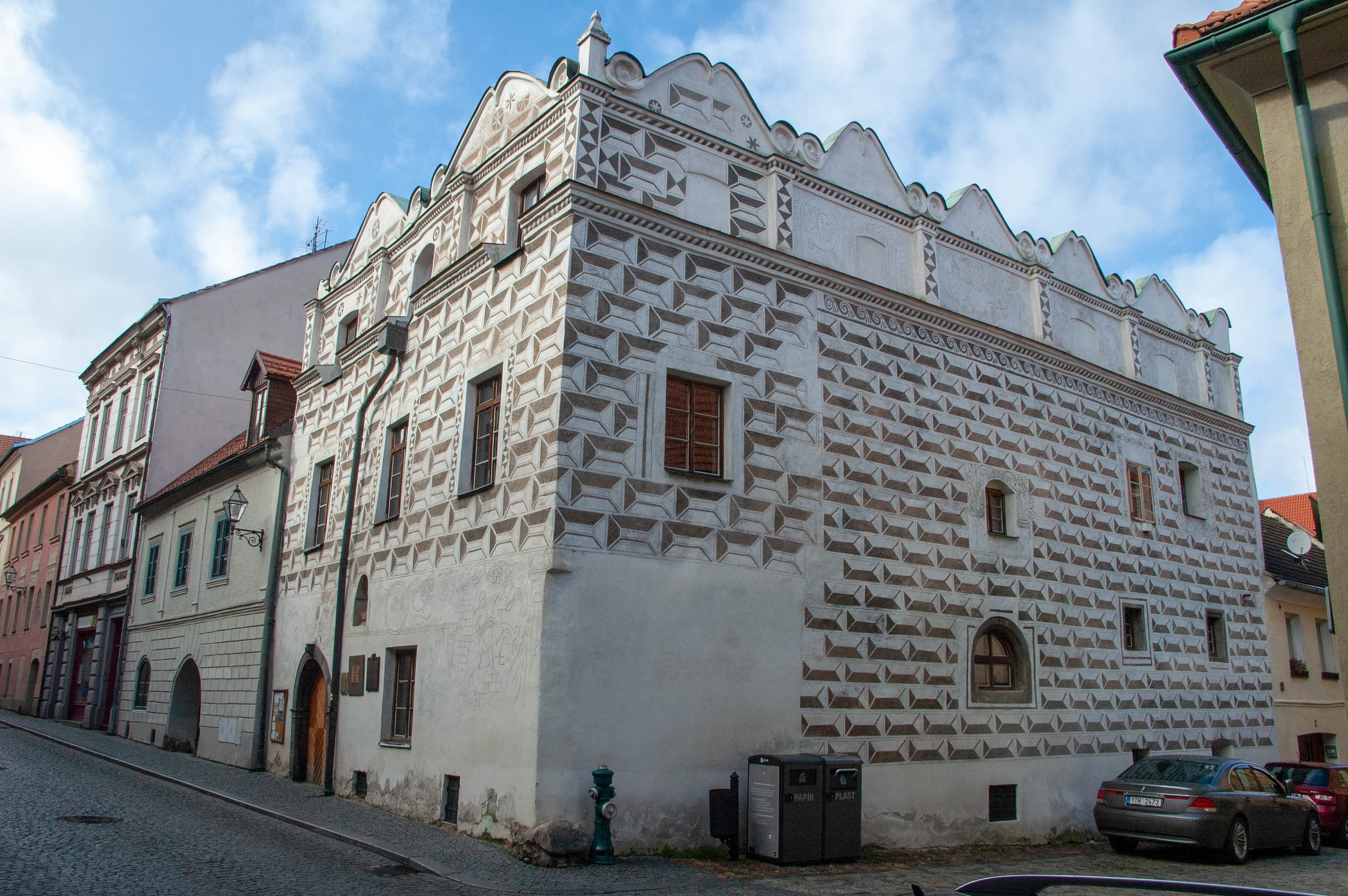
Husova, čp. 71, Prachatice, pohledy na Husův dům v Prachaticích, včetně pohledu na křídlo ve Věžní ulici
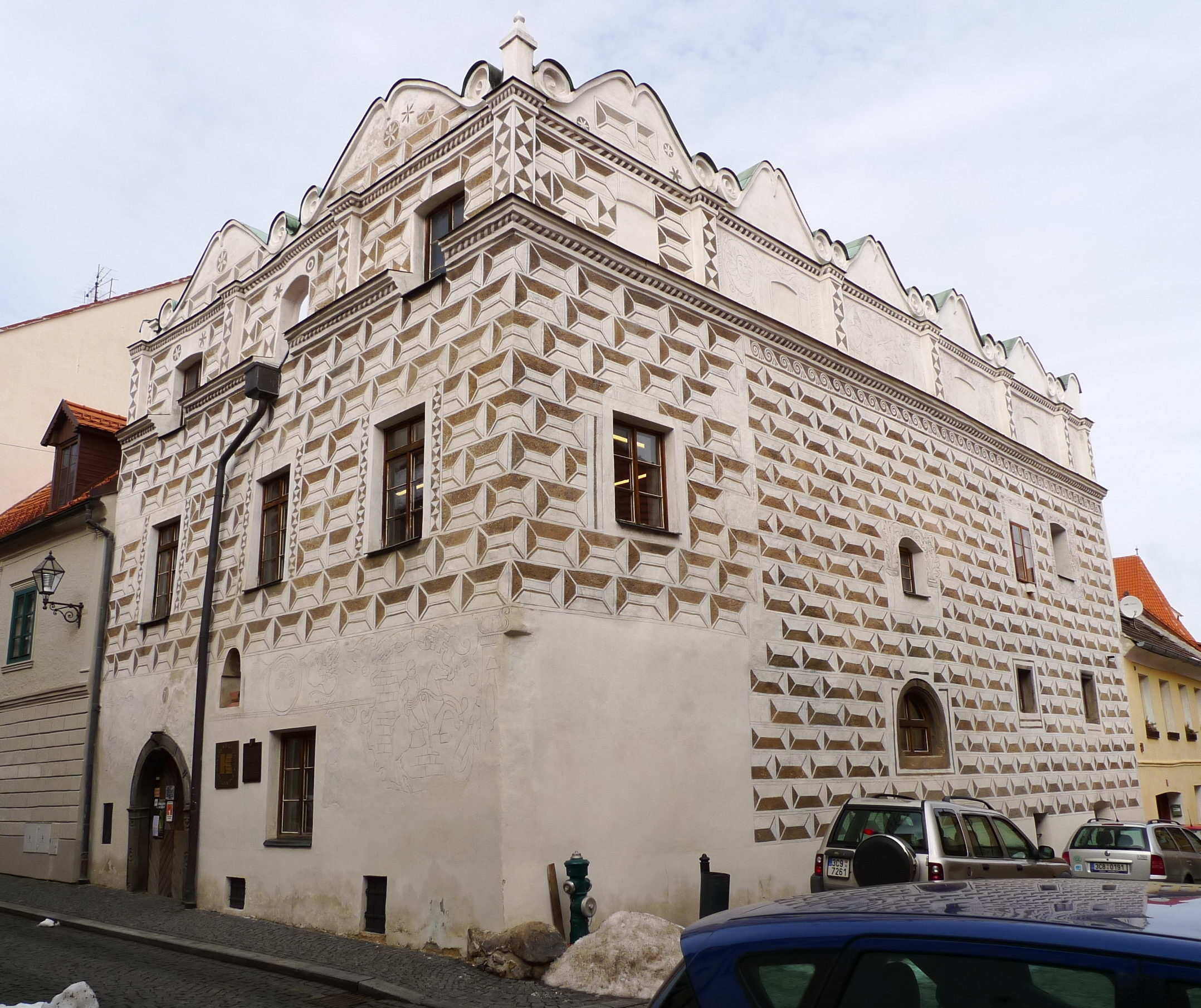
Prachatice, měšťanský dům Husův, Husova čp. 71
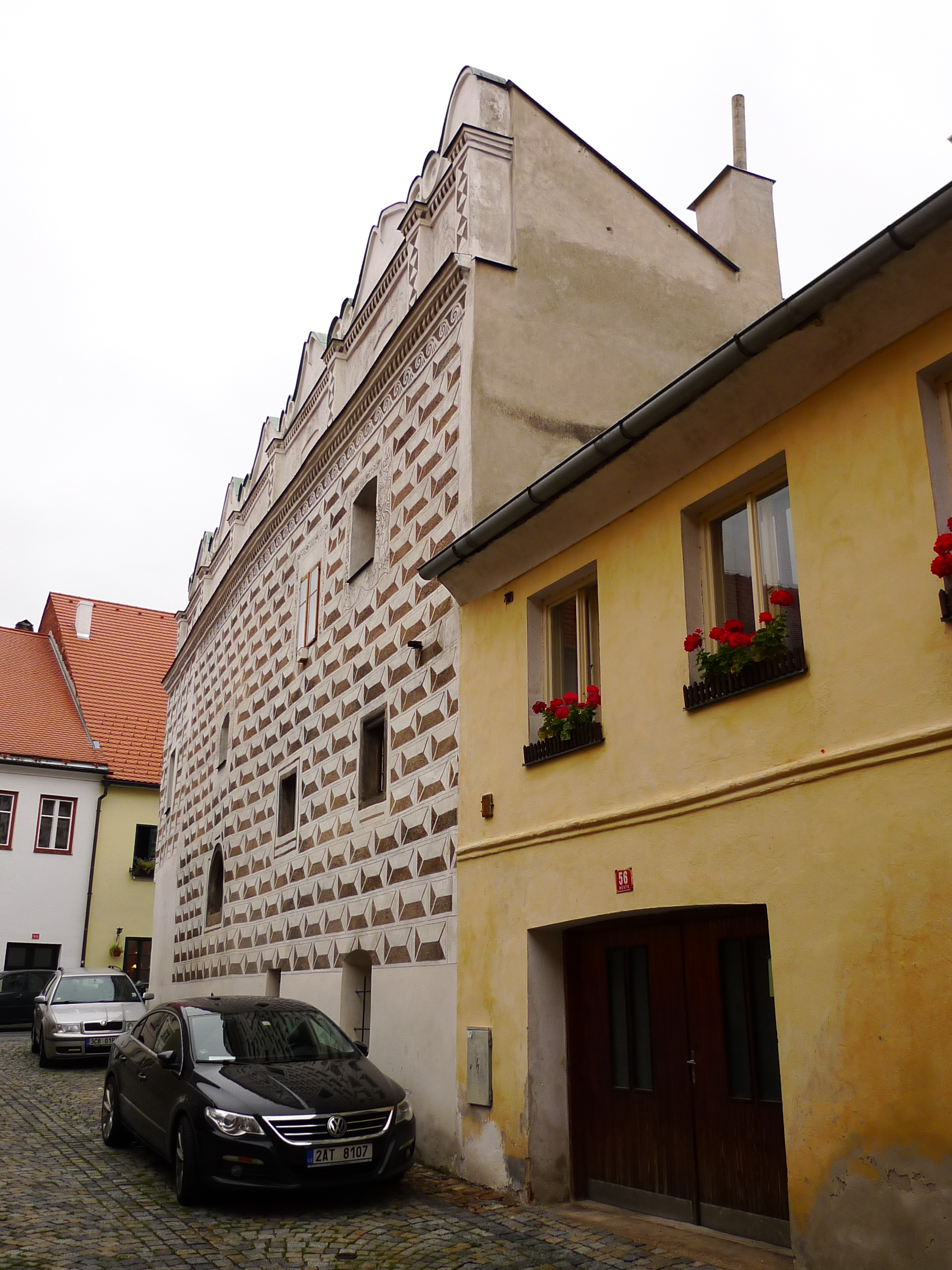
Prachatice, Husův dům, Husova ulice čp. 71
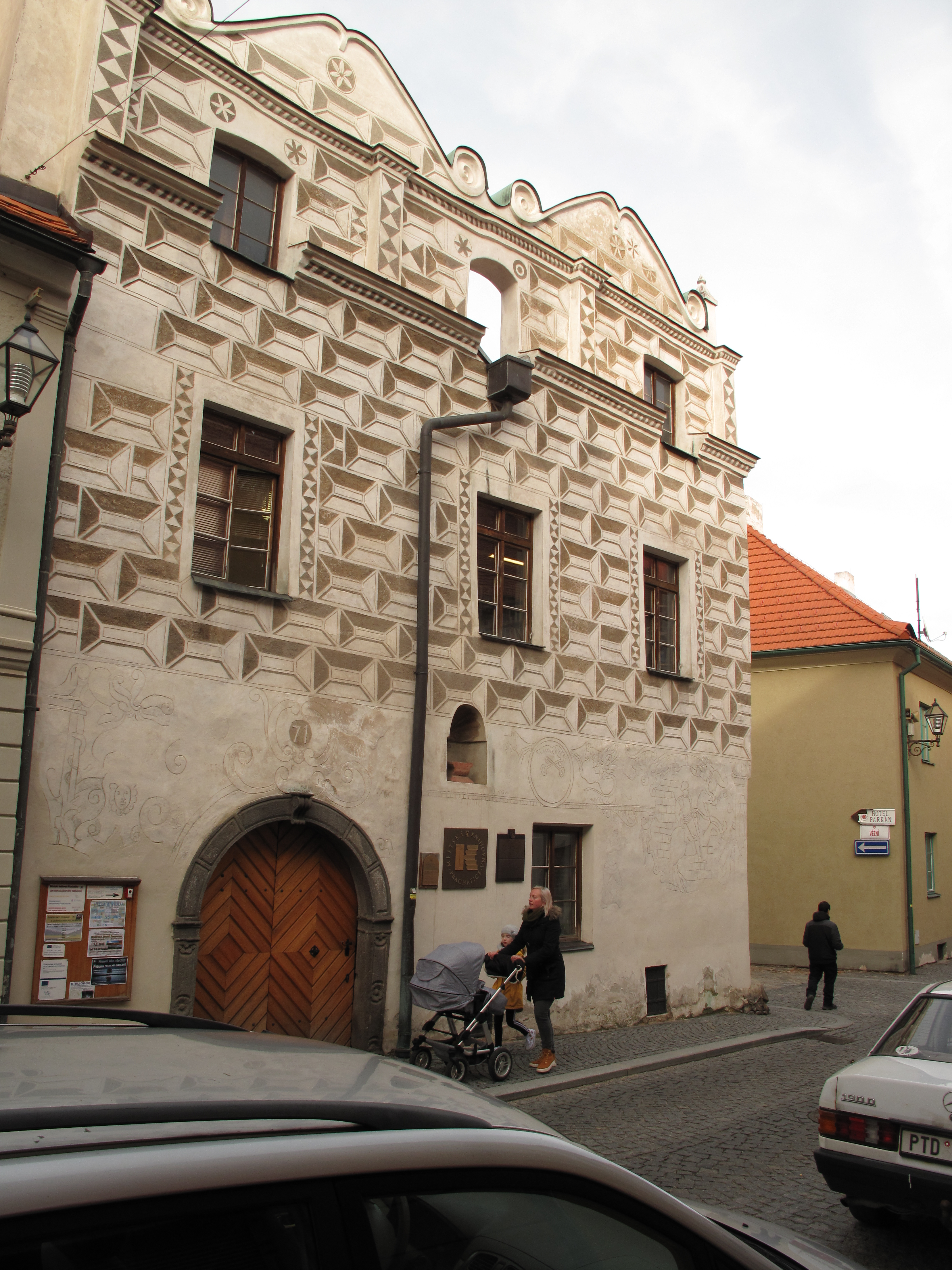
Prachatice, Husův dům, Husova ulice čp. 71, pohled z Husovy ulice

### Detailní pohledy na sgrafita Husova domu v Prachaticích (ornamentální sgrafitové šambrány oken)

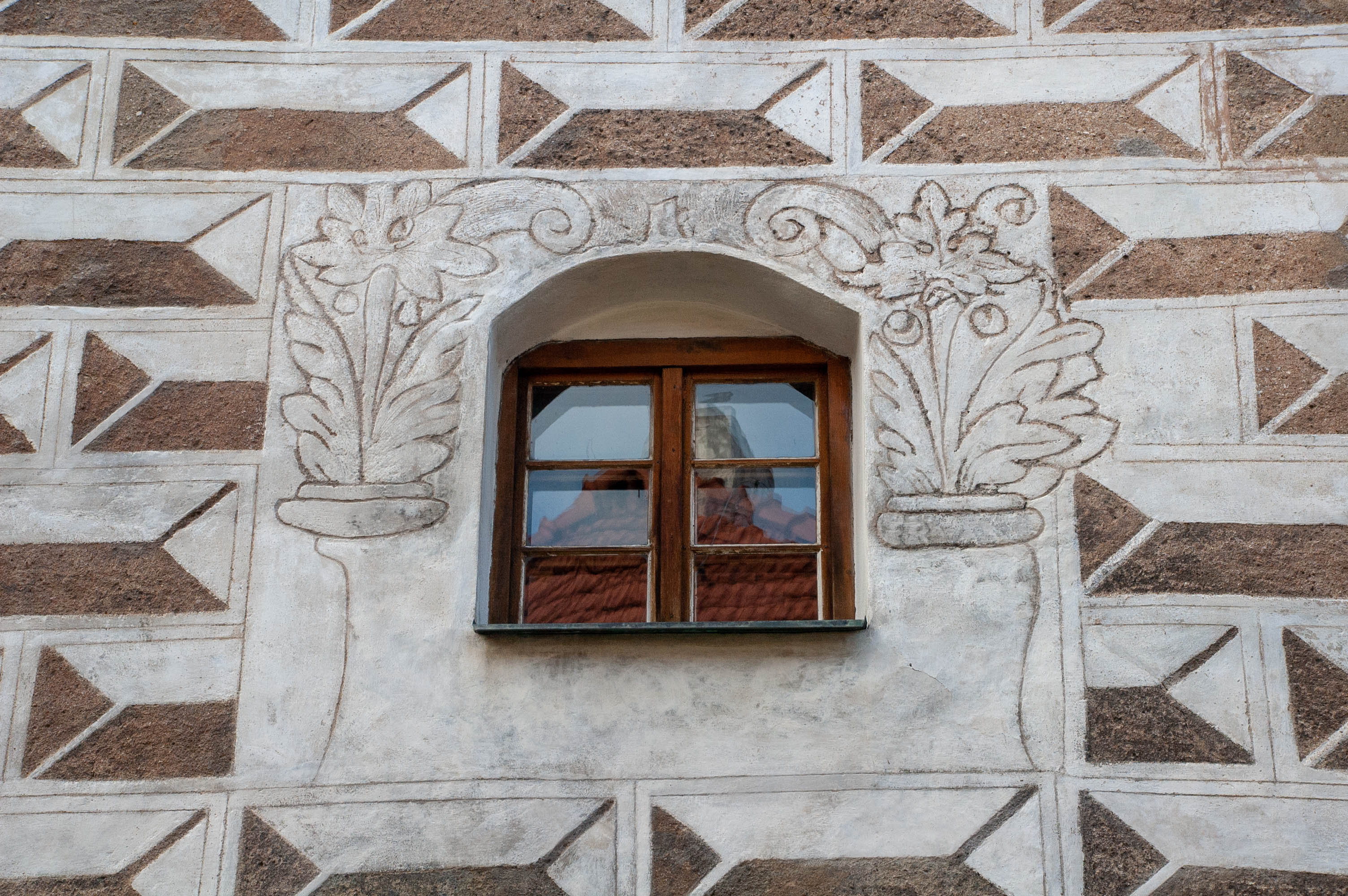
Husova, čp. 71, Prachatice, detailní pohledy na okno a sgrafita
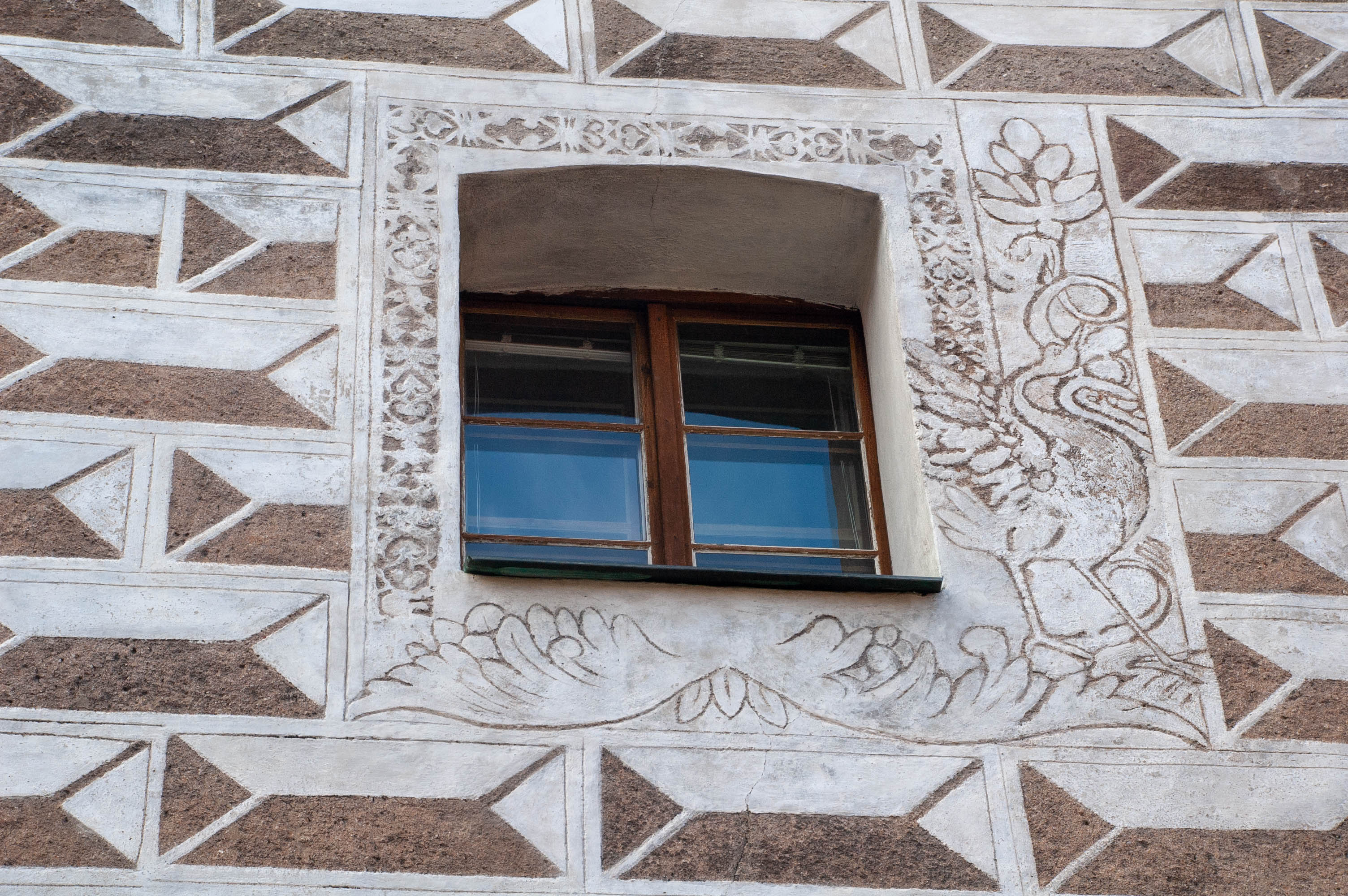
Husova, čp. 71, Prachatice, okno - husa drtící pařátem hada
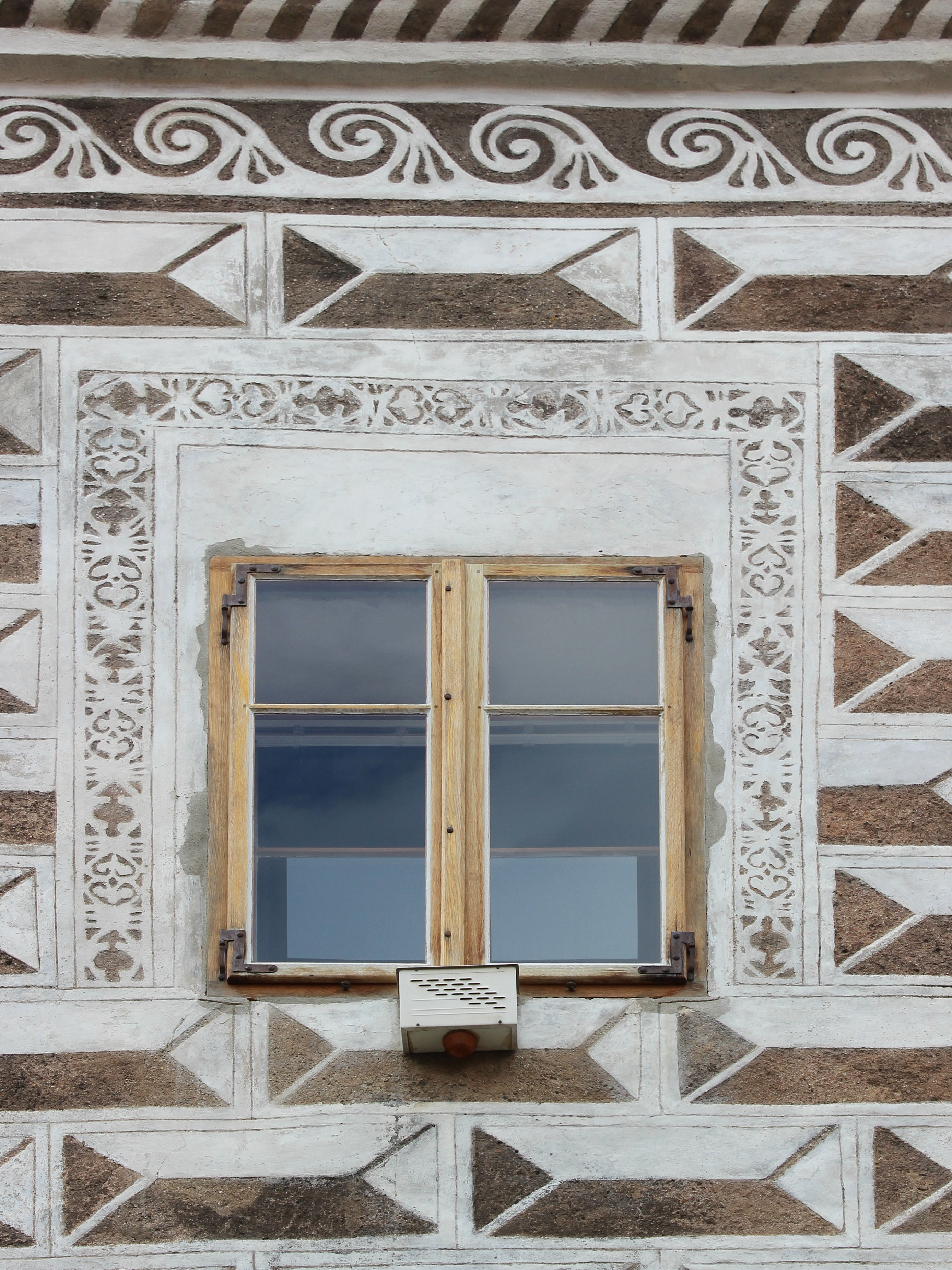
Husova, čp. 71, Prachatice, klasicistní okno s ornamentální sgrafitovou šambránou

### Detailní pohledy na fresky Husova domu v Prachaticích (figurální a ornamentální sgrafita)

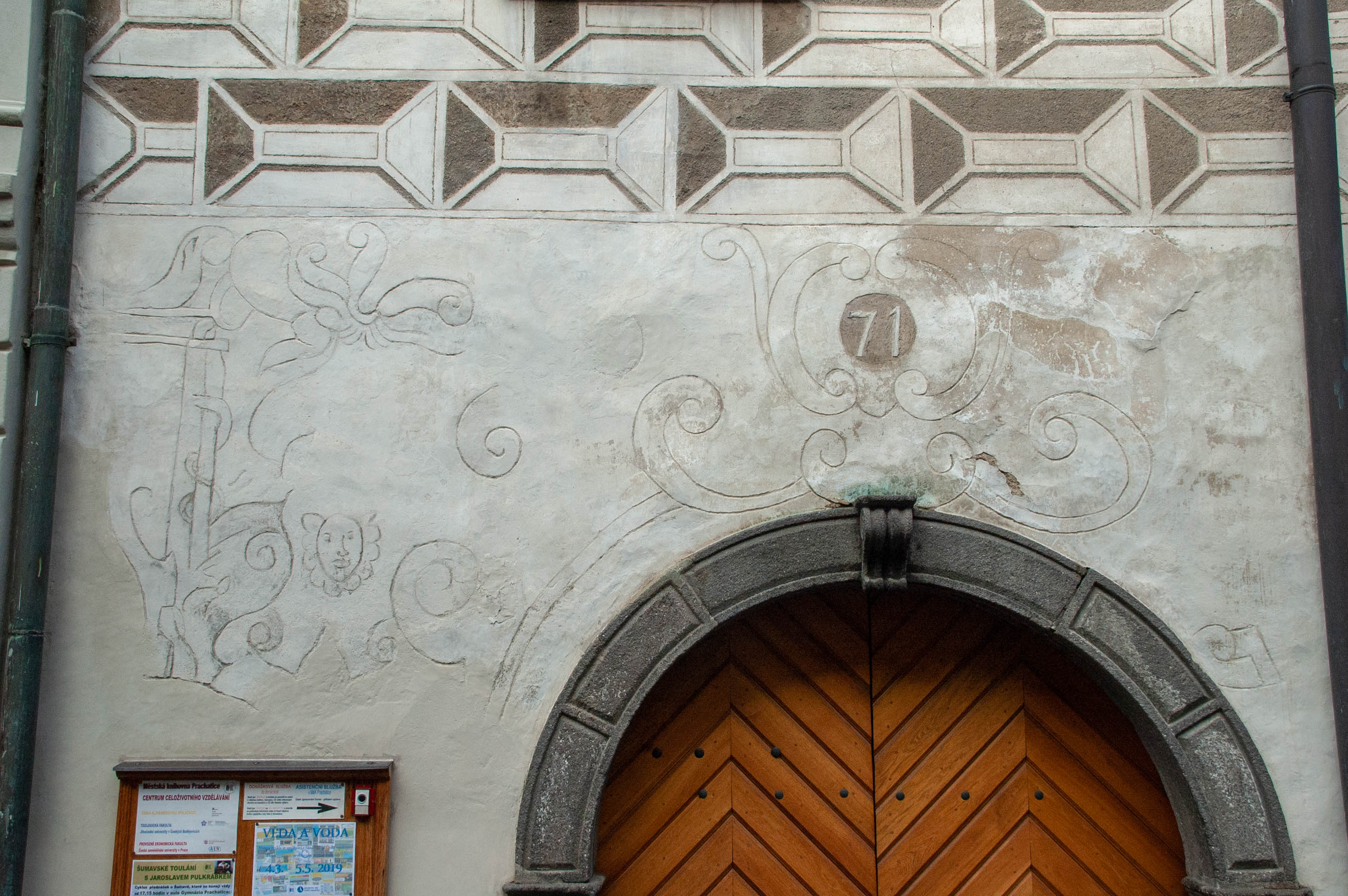
Husova, čp. 71, Prachatice, detailní pohledy na fresky nad portálem
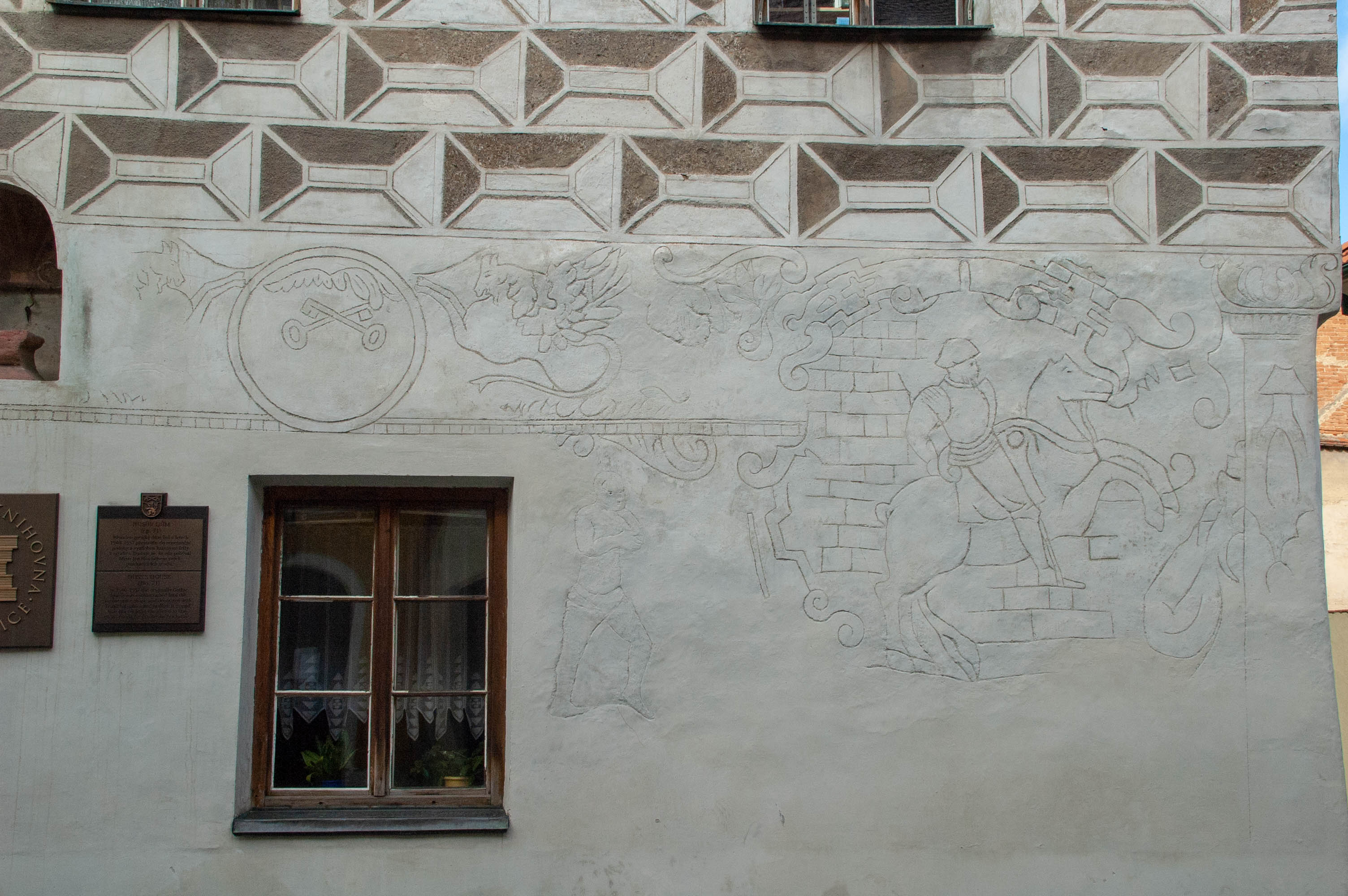
Husova, čp. 71, Prachatice, sgrafito Rožmberského jezdce a nekompletní znak města Prachatice na fasádě v přízemí.
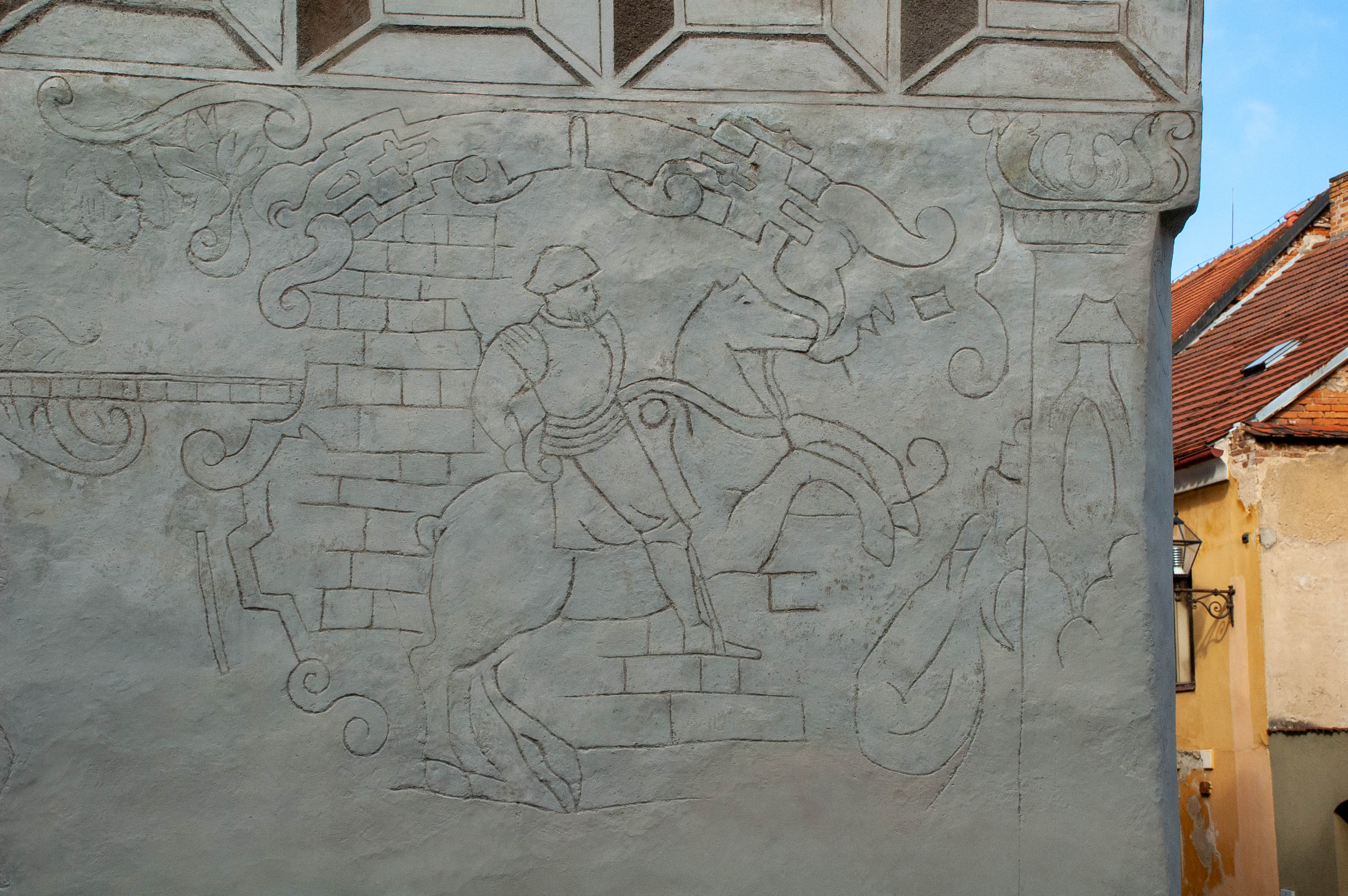
Husova, čp. 71, Prachatice, sgrafito Rožmberského jezdce na fasádě v přízemí.
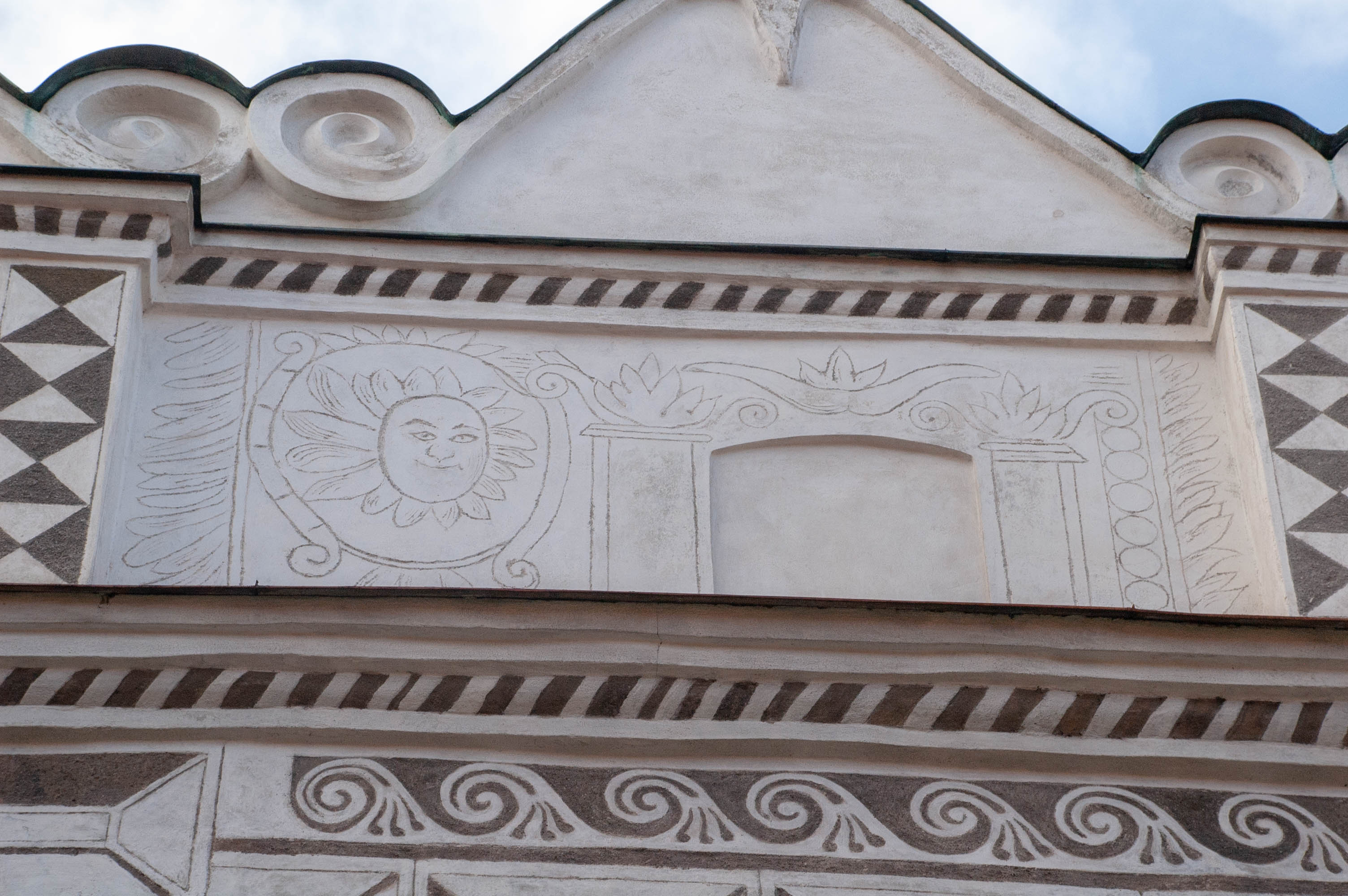
Husova, čp. 71, Prachatice, atikové patro, sgrafito - stylizace slunce
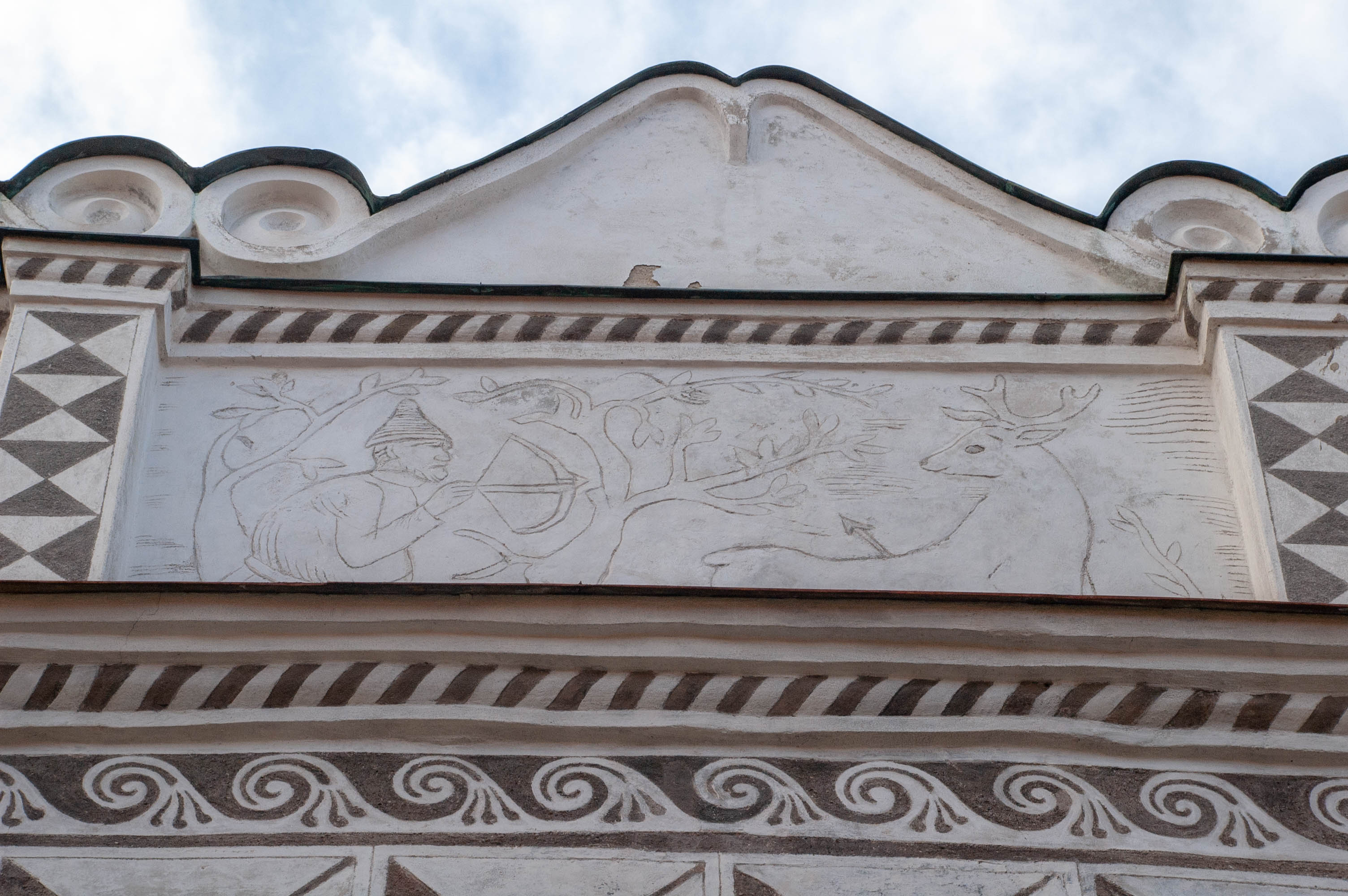
Husova, čp. 71, Prachatice, atikové patro, sgrafito - hon na jelena
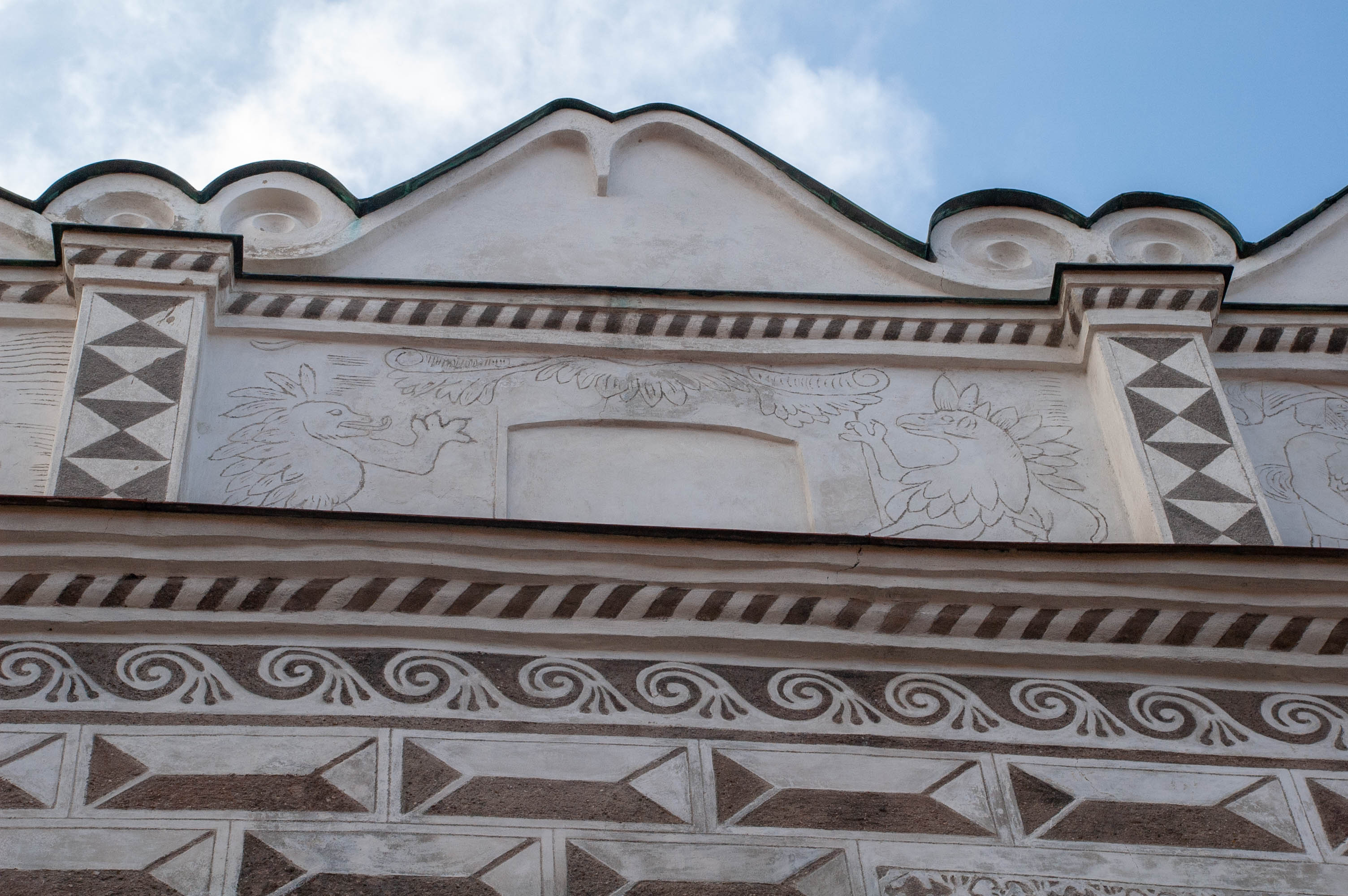
Husova, čp. 71, Prachatice, atikové patro, sgrafito - gryf a lev nebo dva gryfové
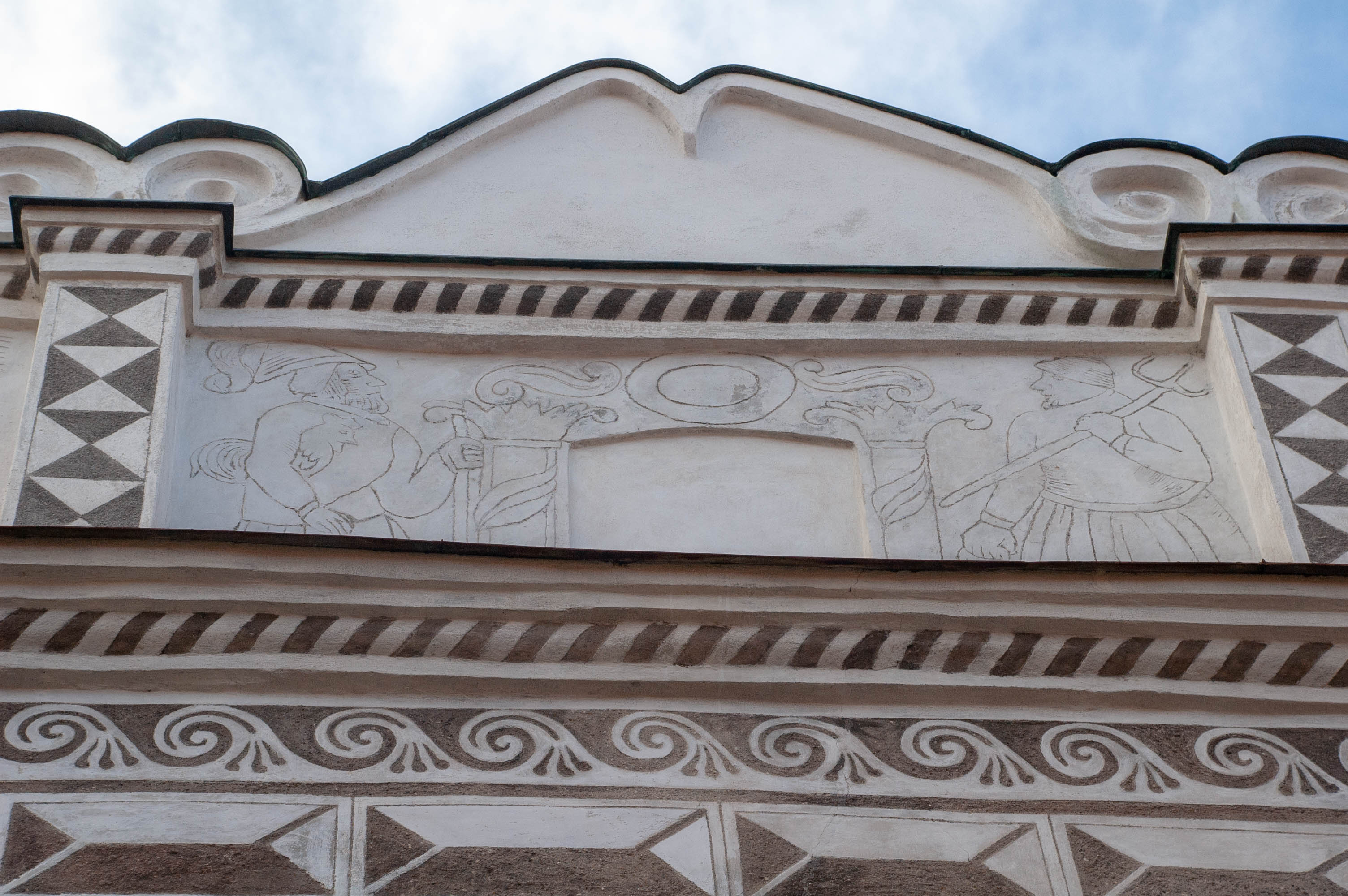
Husova, čp. 71, Prachatice, atikové patro, sgrafito - Dobrý a špatný pastýř
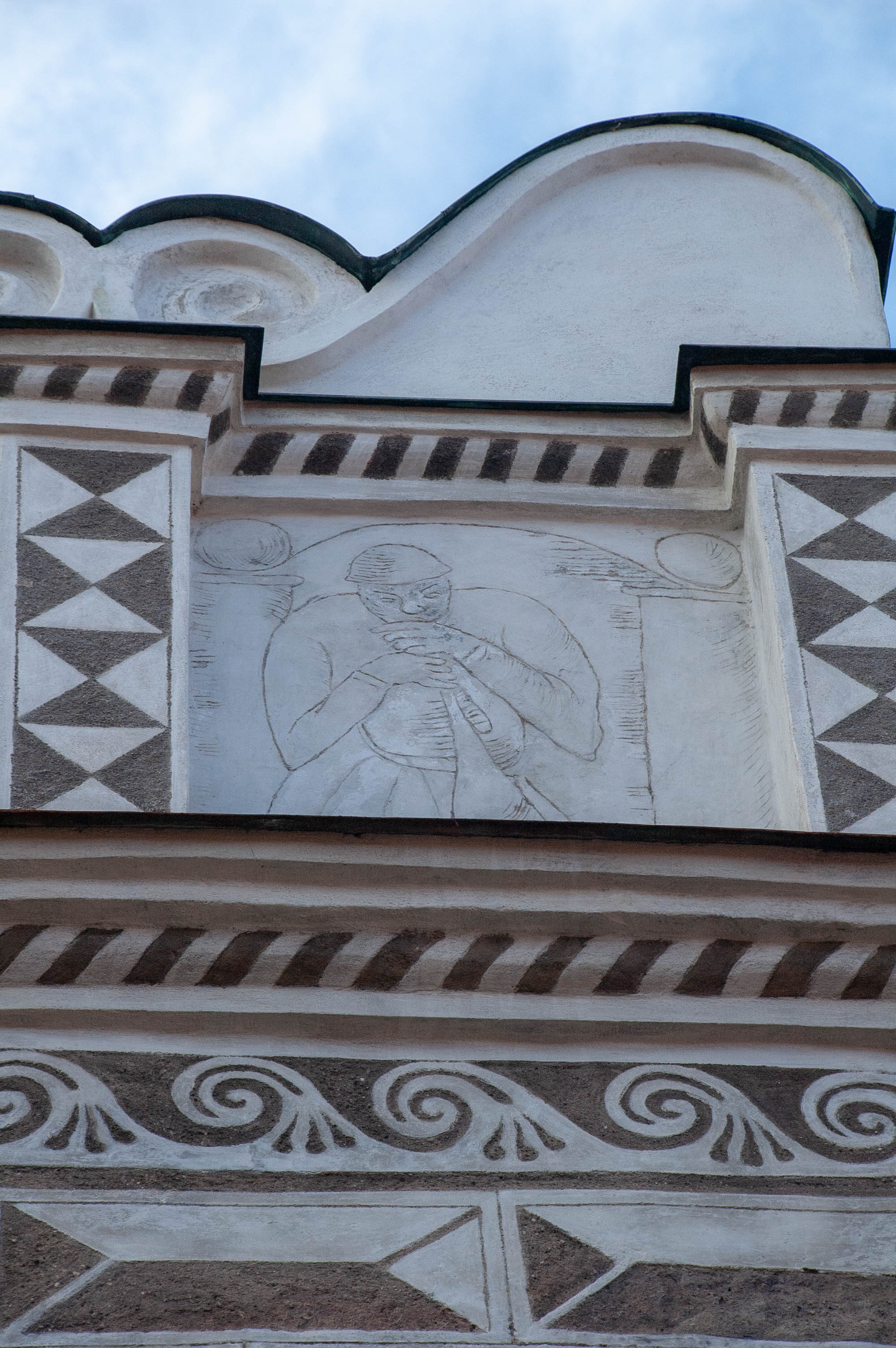
Husova, čp. 71, Prachatice, atikové patro, sgrafito - Herkules